# Museo de Bellas Artes de Arrás
El Museo de Bellas Artes de Arrás, creado en 1795 a partir de las incautaciones revolucionarias, se encuentra desde 1825 en la antigua Abadía de San Vedasto  en Arrás, en el Paso de Calais en la región de Alta Francia .

## Colecciones

### Pintura
La colección de pintura del museo incluye obras de las escuelas flamenca y holandesa con Jean Bellegambe, Pieter Brueghel el Joven, Peter Wtewael, Balthasar van der Ast, Pedro Pablo Rubens, Gerard Seghers, Jacob van Es, Barent Fabritius, Nicolaes Maes y Gerbrand van den Eeckhout, de la escuela italiana con notablemente Jacopo Bassano y los lienzos de la serie de las Nueve Musas de Giovanni Baglione, así como pinturas francesas de artistas como Claude Vignon, Philippe de Champaigne, Gaspard Dughet, Jean Jouvenet, Sébastien Bourdon, Laurent de La Hyre, Charles Le Brun, Joseph Parrocel, Nicolas de Largillière, Jean-Baptiste Oudry, Charles-André van Loo, Louis Joseph Watteau, Joseph-Marie Vien, Camille Corot, Théodore Rousseau, Théodore Chassériau, Eugène Delacroix. .. El museo también posee catorce Mays de la Catedral de Notre Dame de París.
Aquí están algunos de las obras presentadas:
- Mise au tombeau, Jan Cornelisz Vermeyen (c. 1510)
- Triptyque de l'Adoration de l’Enfant Jésus, Jean Bellegambe, óleo sobre tabla (1528)
- Saint François recevant les stigmates, Pedro Pablo Rubens, óleo sobre lienzo (1615)
- Présentation de la Vierge au temple, Philippe de Champaigne, óleo sobre lienzo (cartón de tapz)
- Mort de Caton, Charles Le Brun, óleo sobre lienzo (1646)
- Achille partant au combat après la mort de Patrocle,óleo sobre lienzo, James Durno.
- Portrait d'une jeune femme, huile sur toile, Jacques Augustin Catherine Pajou, (1803).
- Disciples et saintes femmes relevant le corps de St Etienne pour l’ensevelir, Eugène Delacroix.
- Saulaie à Sainte Catherine, près d'Arras, Camille Corot, (hacia 1855)
- La Bénédiction des blés en Artois, Jules Breton, óleo sobre lienzo (1857)
- Un Mousquetaire, Jan Van Beers, óleo sobre lienzo (1874)
- César, Adolphe Yvon, óleo sobre lienzo (1875)
- La Glaneuse, Jules Breton, óleo sobre lienzo (1877)
- La Grand'Place d'Arras, un jour de marché, Charles Desavary, óleo sobre lienzo (1878)
- Le Peintre Désiré Dubois peignant en plein air, Constant Dutilleux, óleo sobre lienzo
- La Plage, Virginie Demont-Breton, óleo sobre lienzo (1883) [3]

Pintura francesa
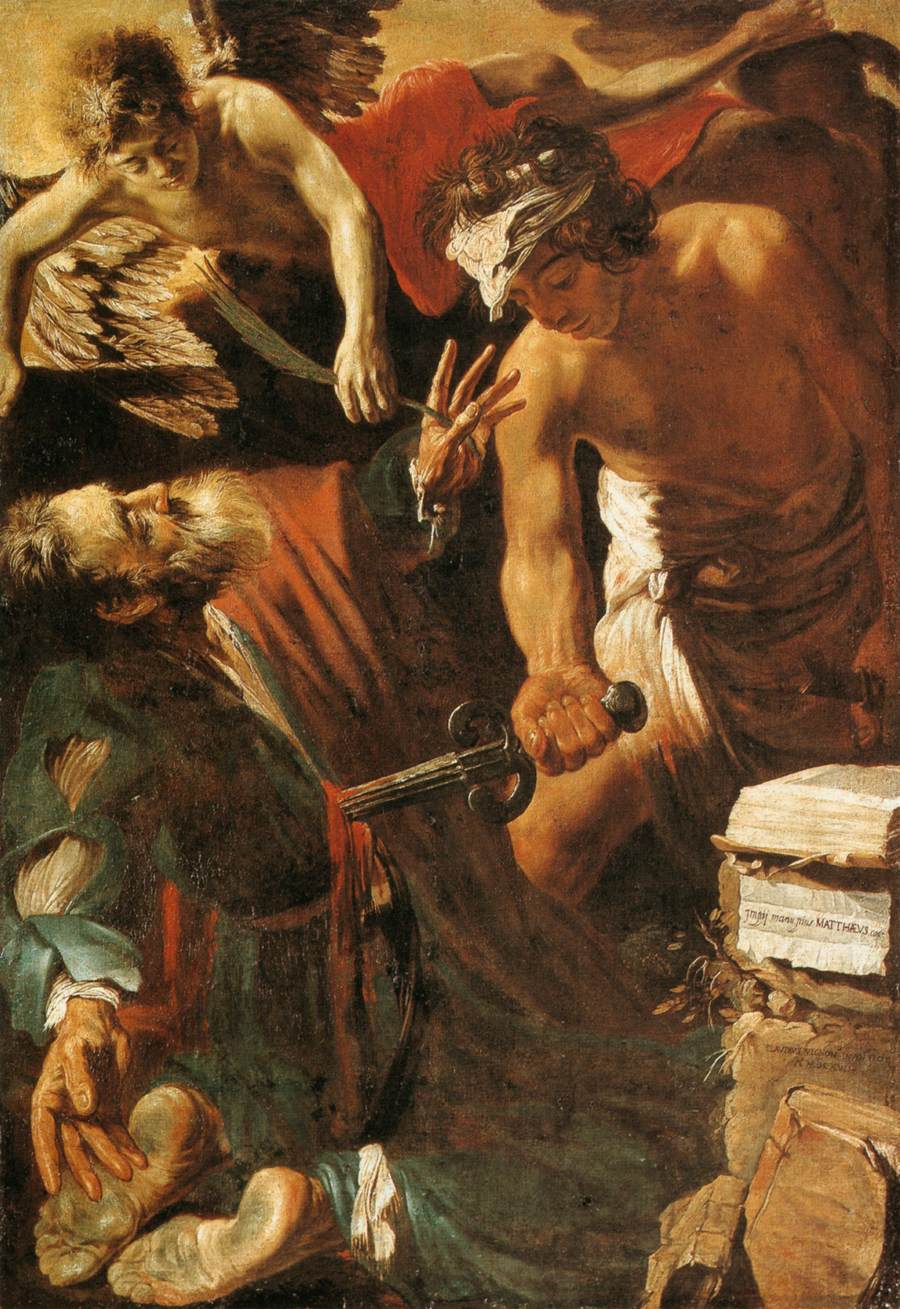
Martyre de saint Matthieu 1617 Claude Vignon.
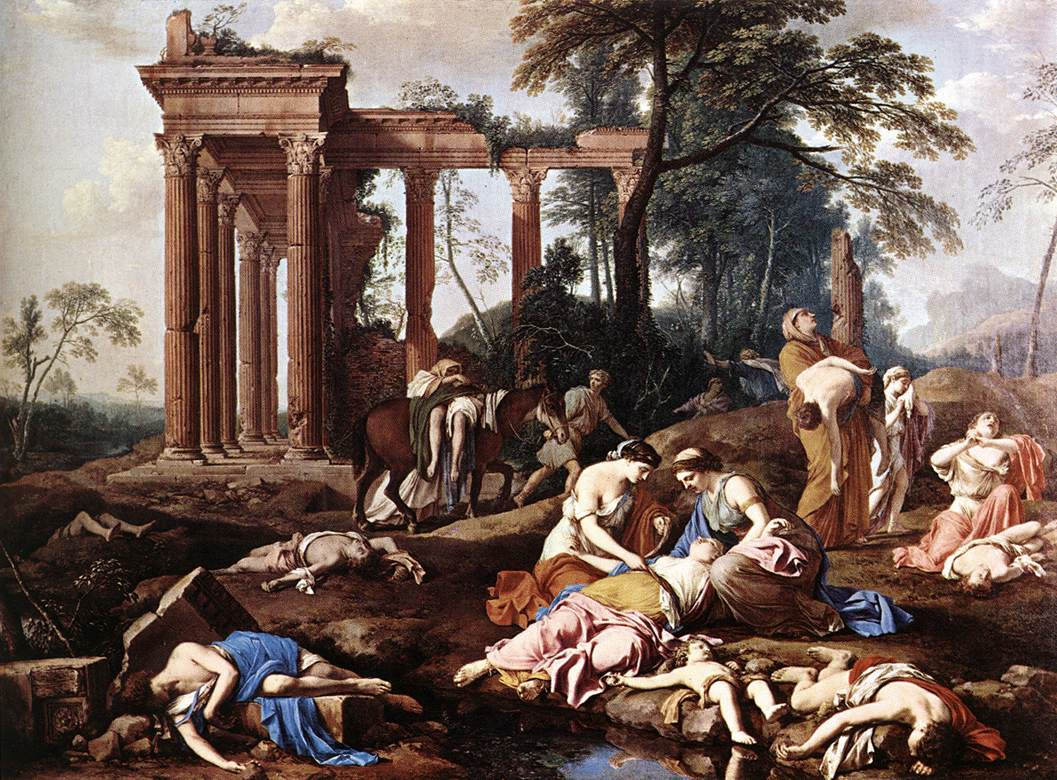
La Mort des enfants de Béthel 1653 Laurent de La Hyre.
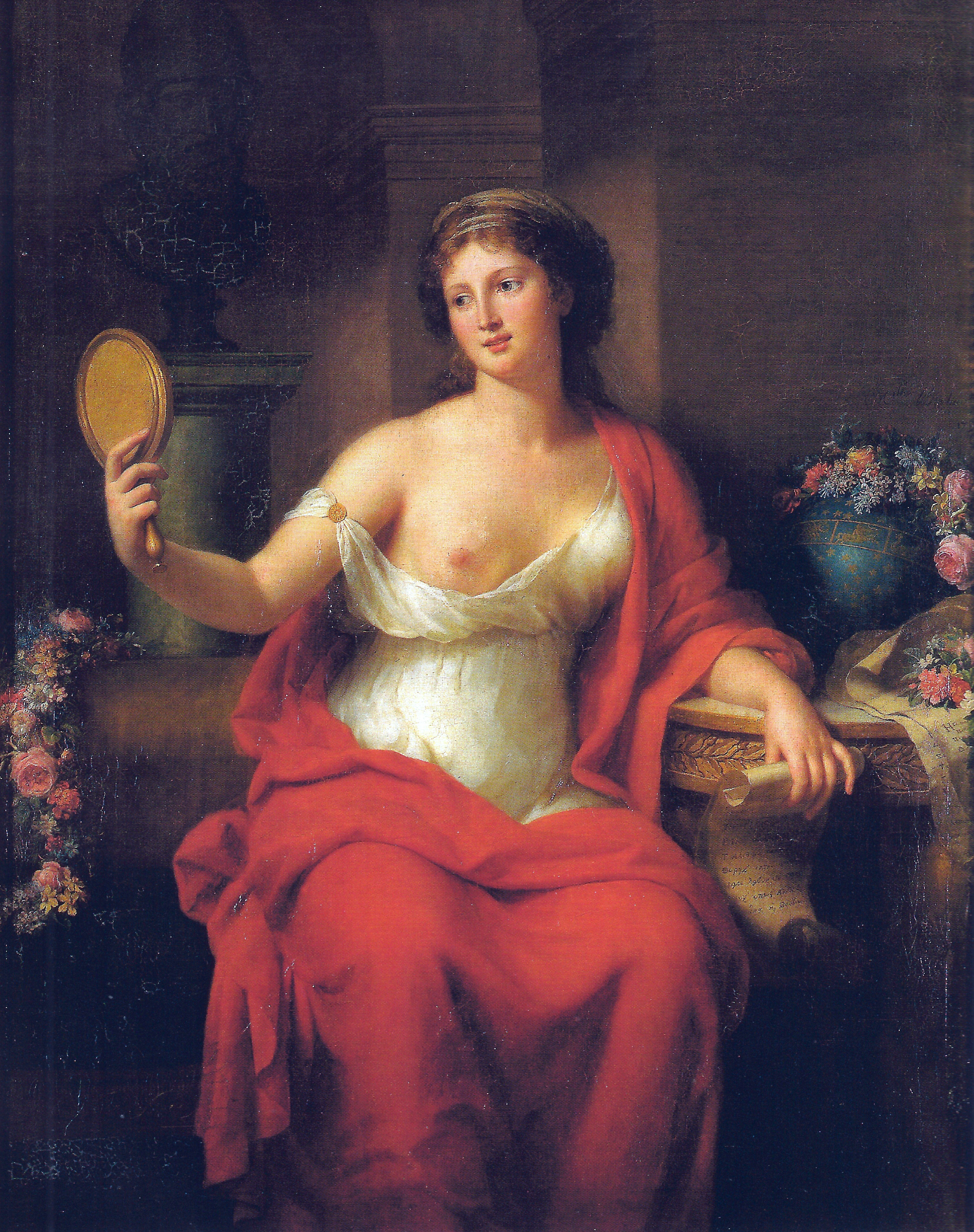
Autoportrait en Aspasie 1794 Marie-Geneviève Bouliard.
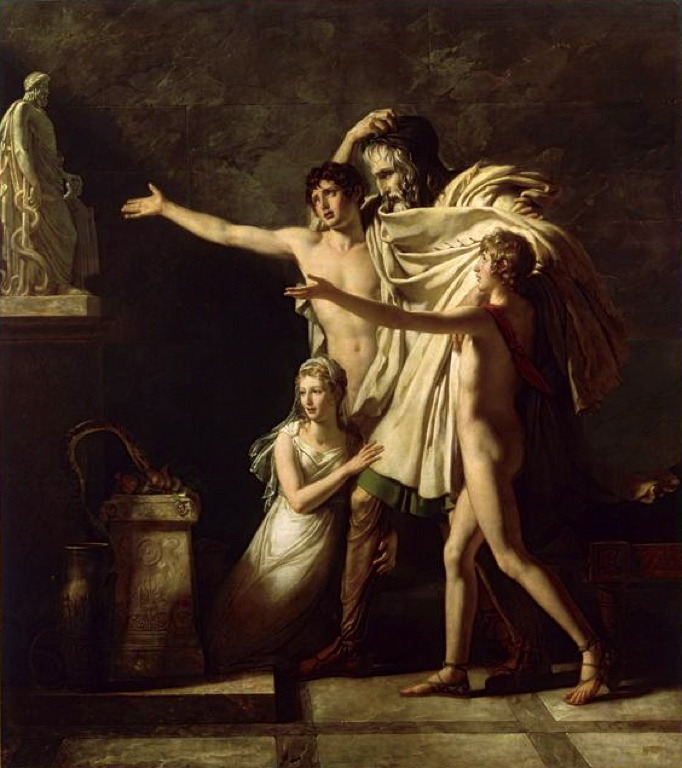
Hélène et Pâris Siglo XIX Antoine-Jean Gros.
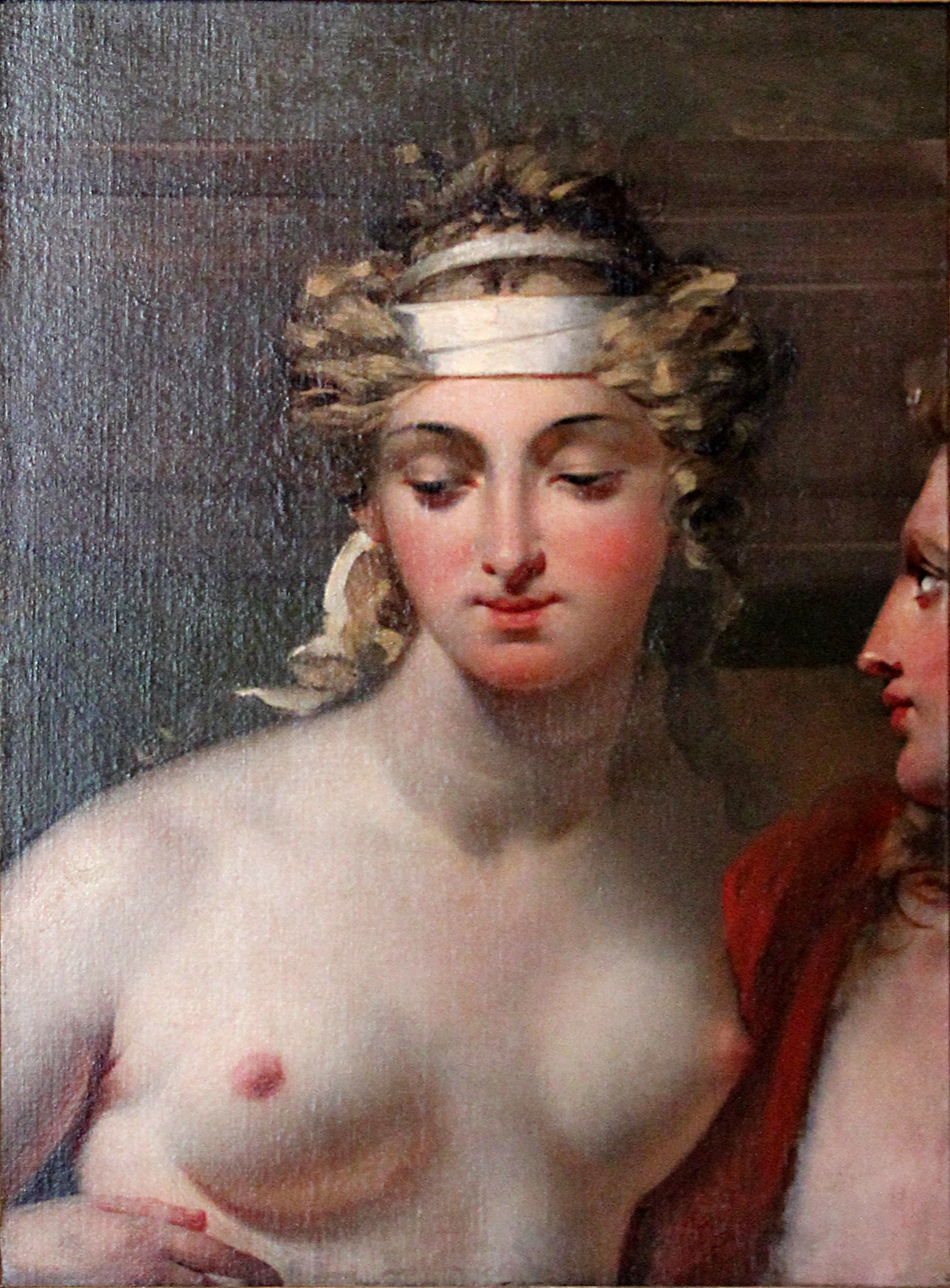
L'Offrande à Esculape 1803 Pierre-Narcisse Guérin.
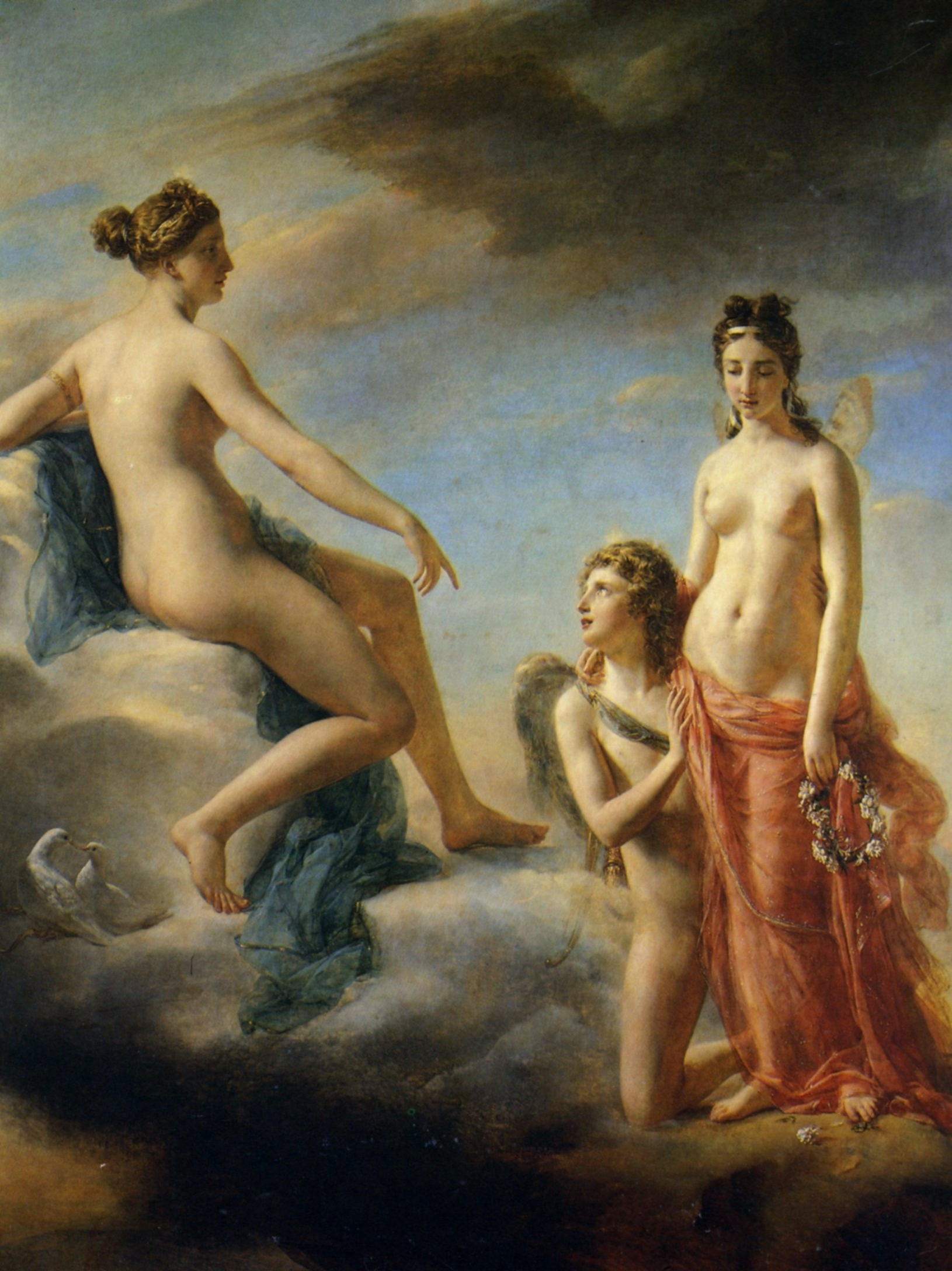
L'Amour suppliant Vénus de pardonner à Psyché 1827 Georges Rouget.

Pintura flamenca
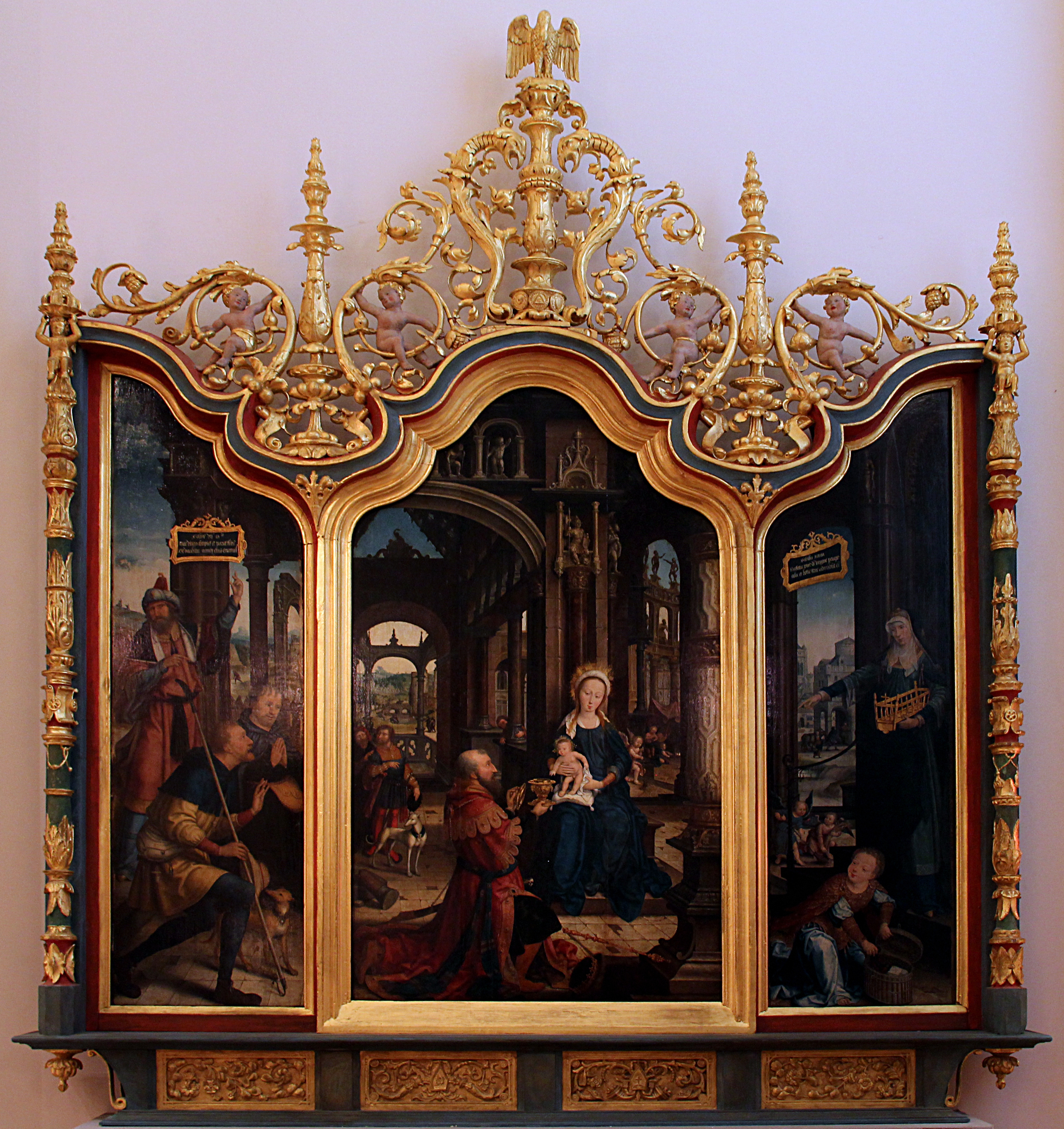
L'Adoration de l'Enfant Jésus vers 1528 Jean Bellegambe
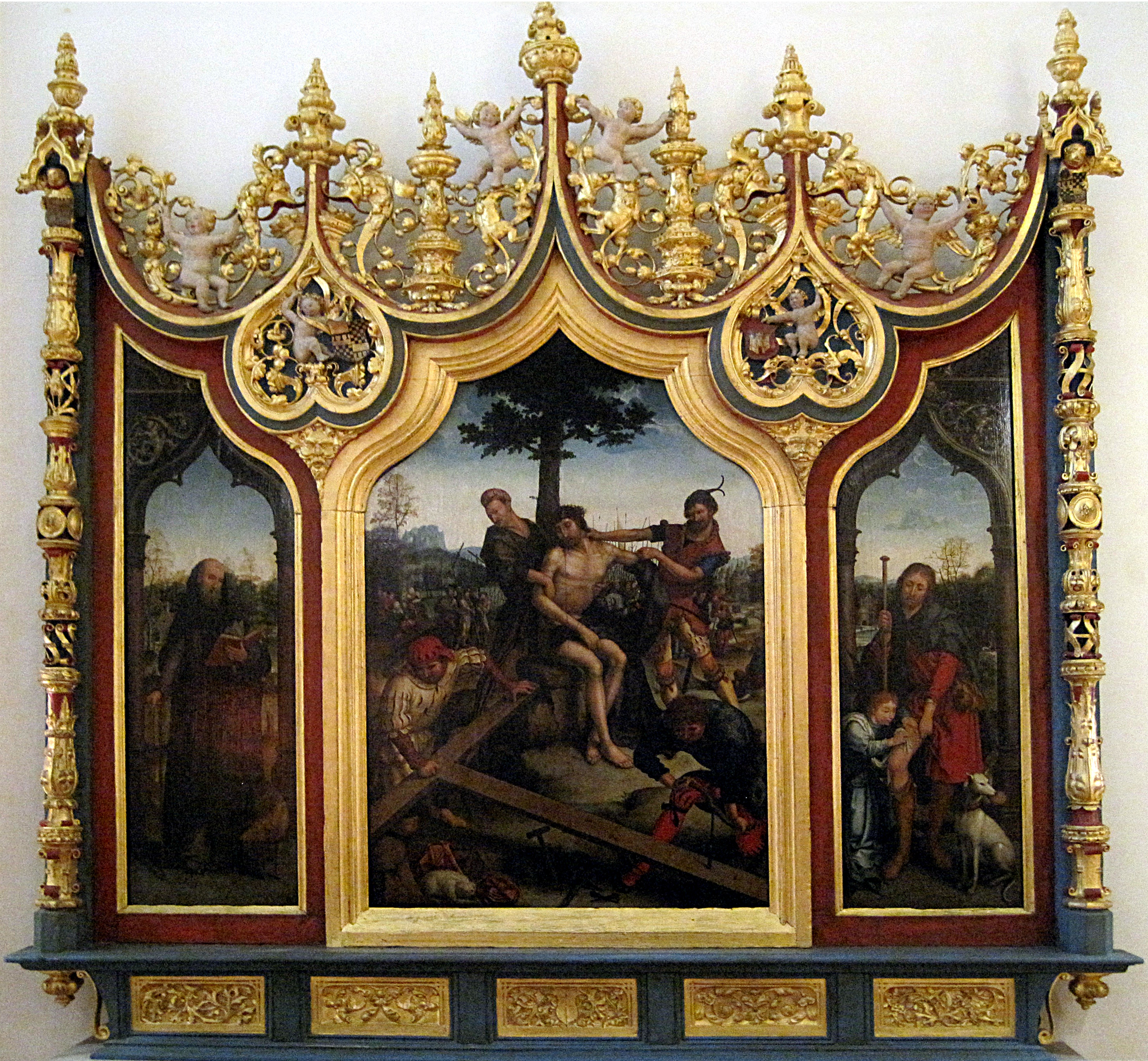
Le Christ aux Bourreaux entre 1530 et 1540 Jean Bellegambe
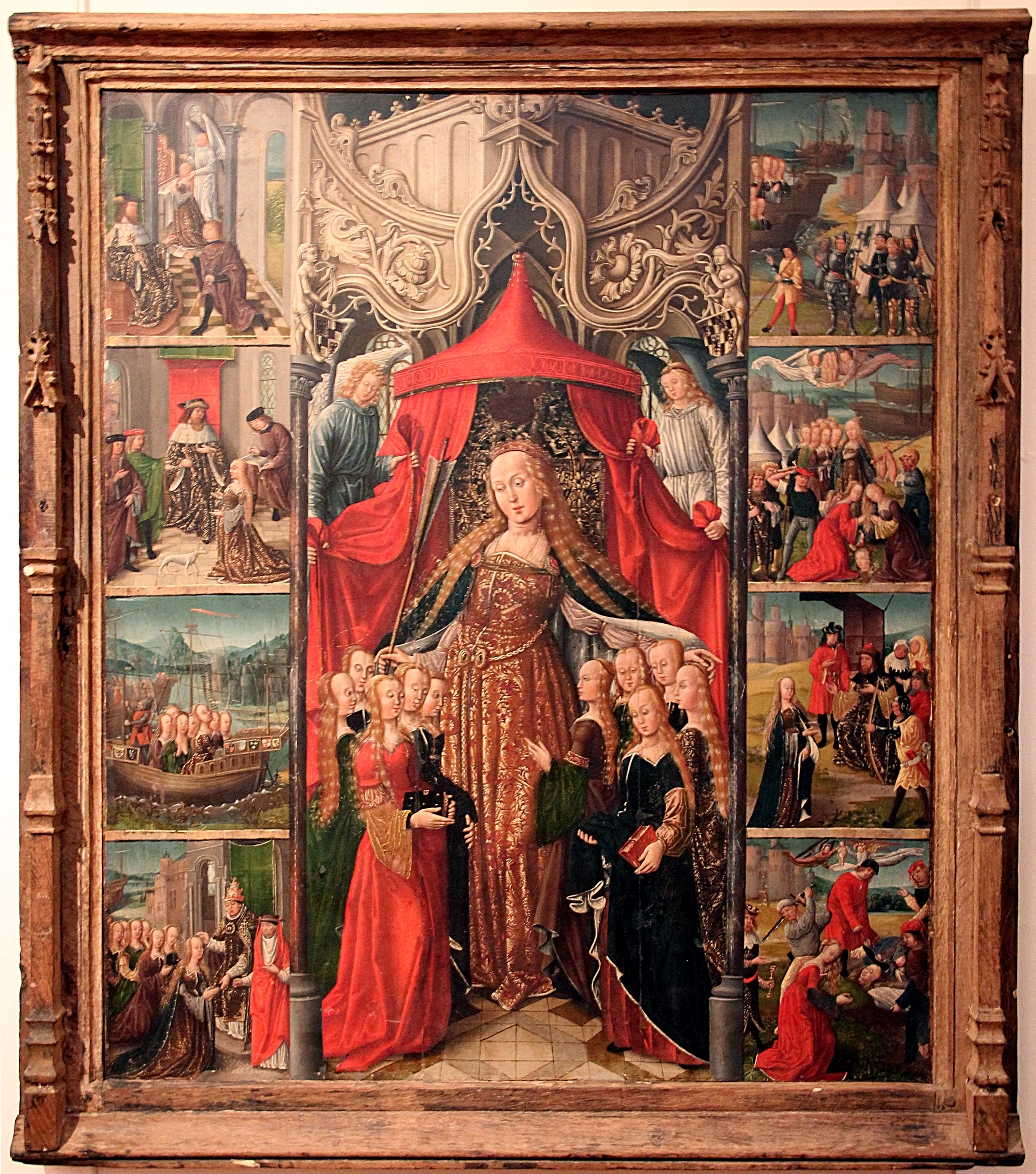
Légende de sainte Ursule et les onze mille Vierges finales del siglo XV o inicios del XVI Autor desconocido
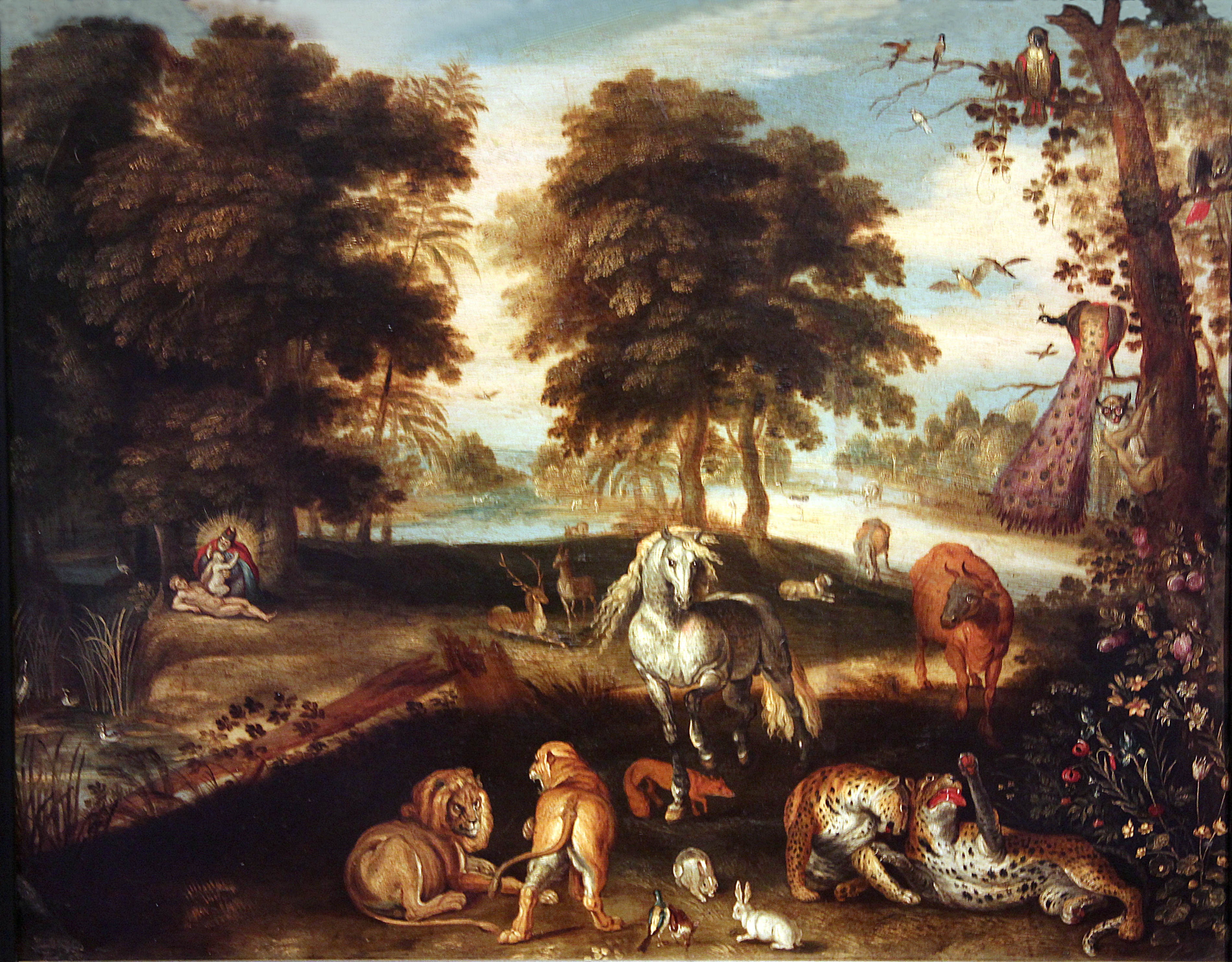
Paraíso terrenal siglo 17 después de Jan Brueghel el Viejo
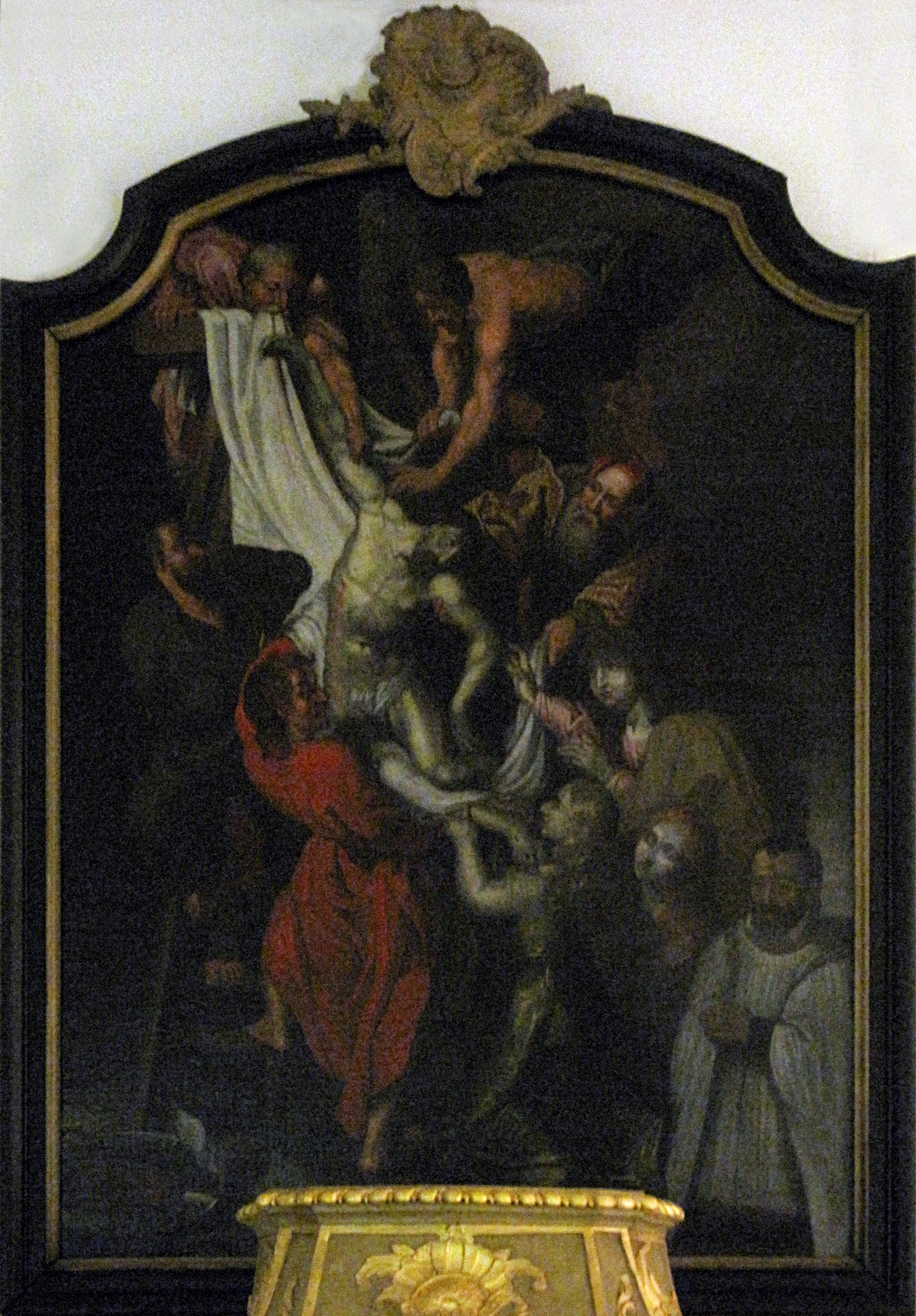
La Descente de croix Début du XVIIème siècle Pedro Pablo Rubens

Pintura holandesa
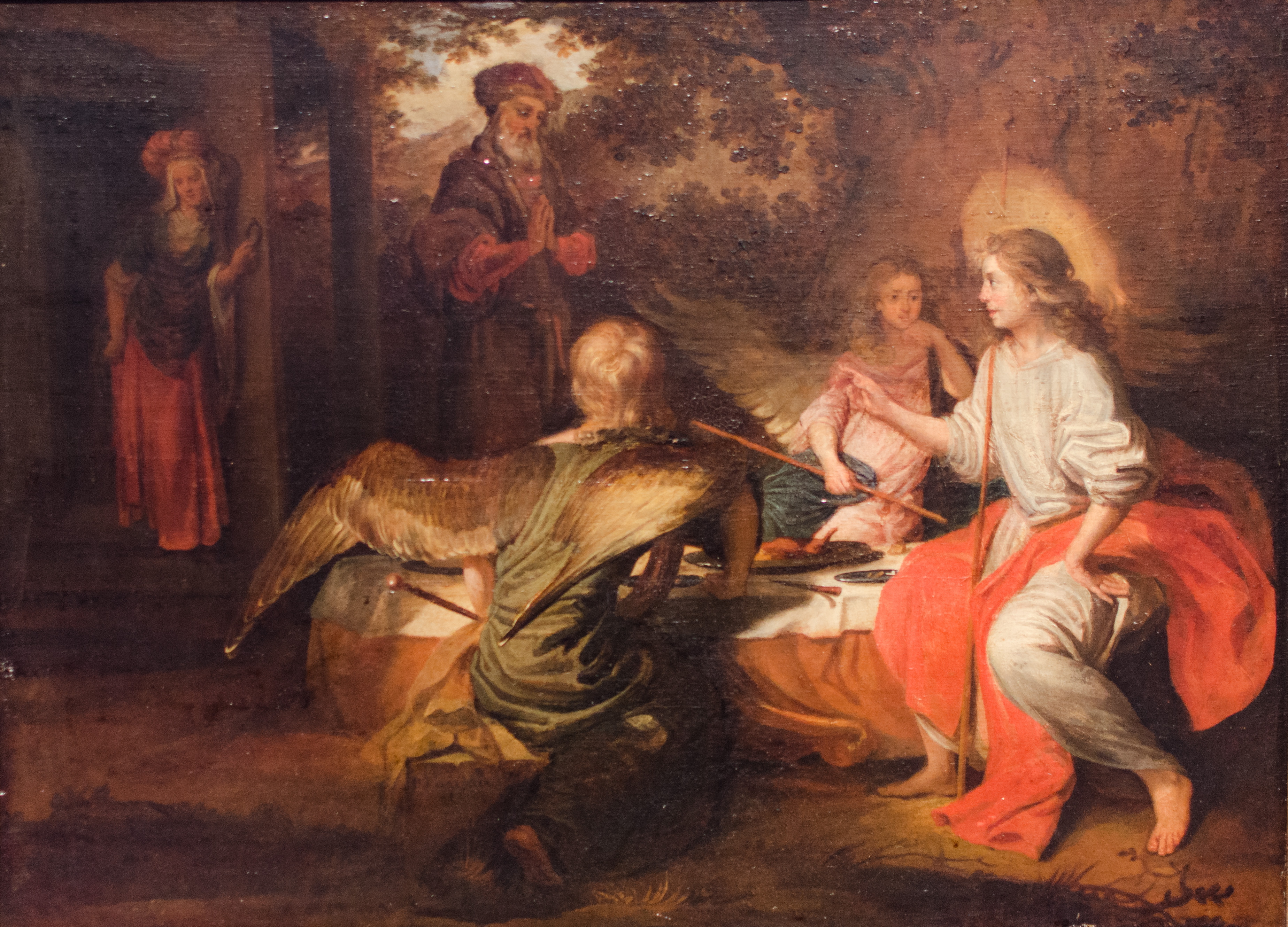
Les trois anges chez Abraham 1664 Barent Fabritius.
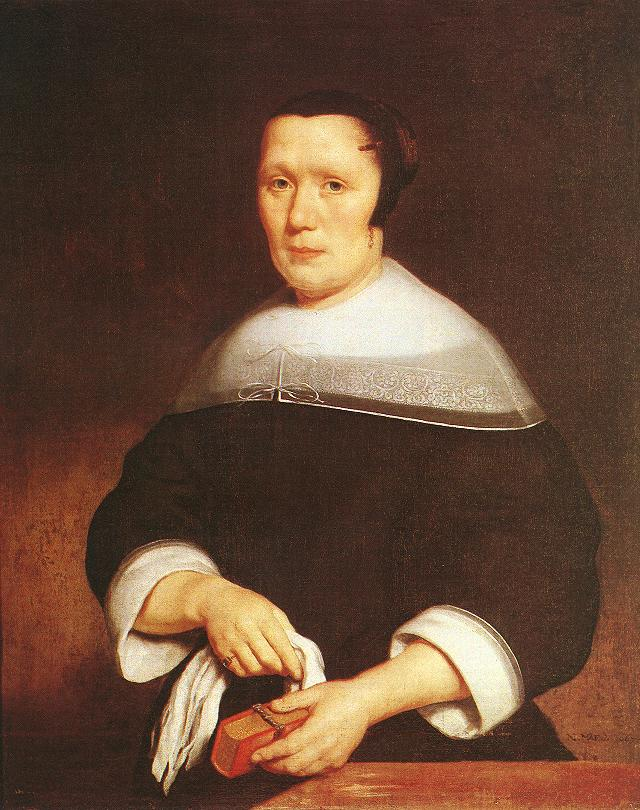
Portrait d'une femme 1667 Nicolaes Maes.

Obras paisajistas
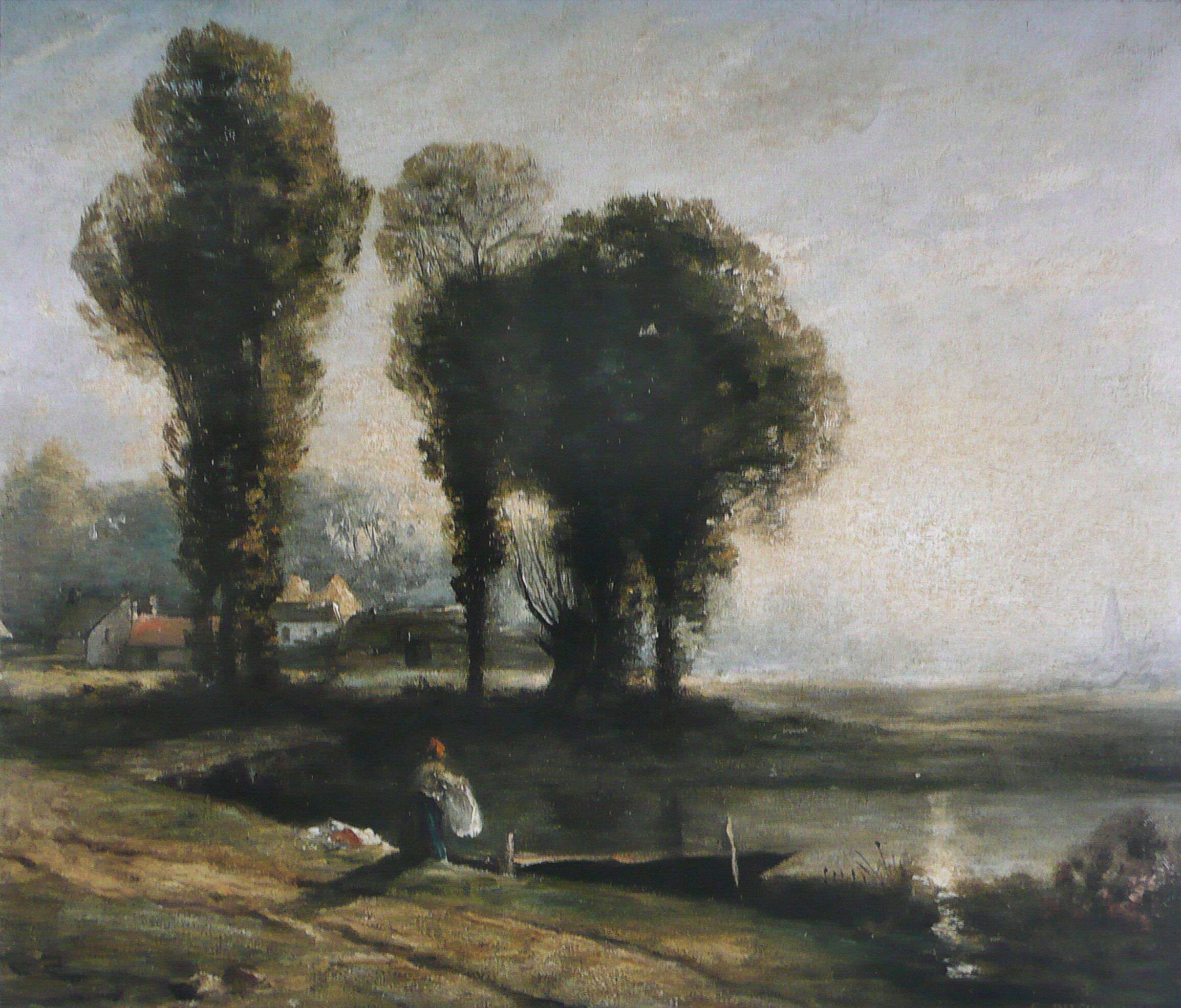
Bord de Scarpe, 1860 Constant Dutilleux.
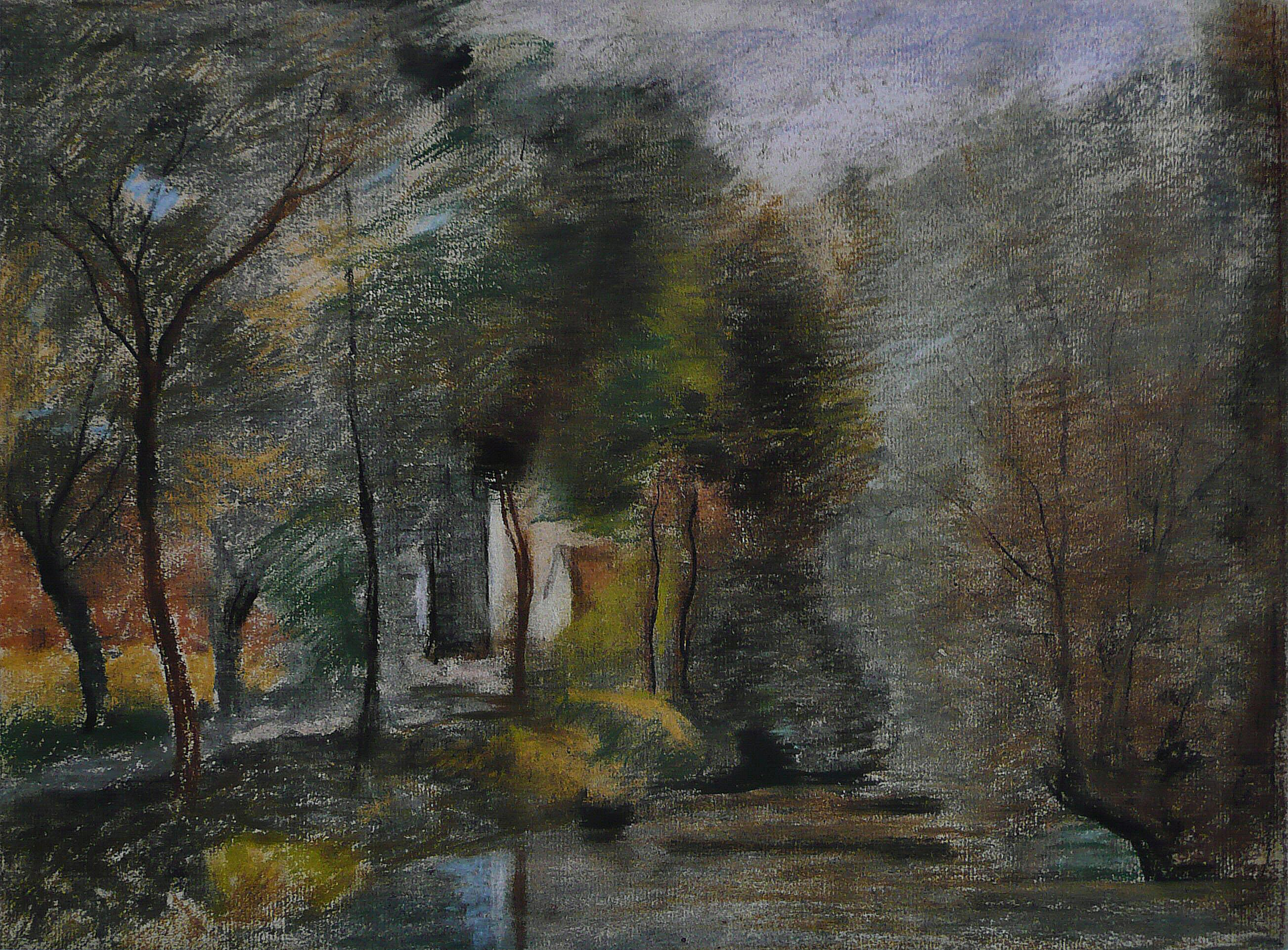
Paysage à Lambres, 1865 Constant Dutilleux.
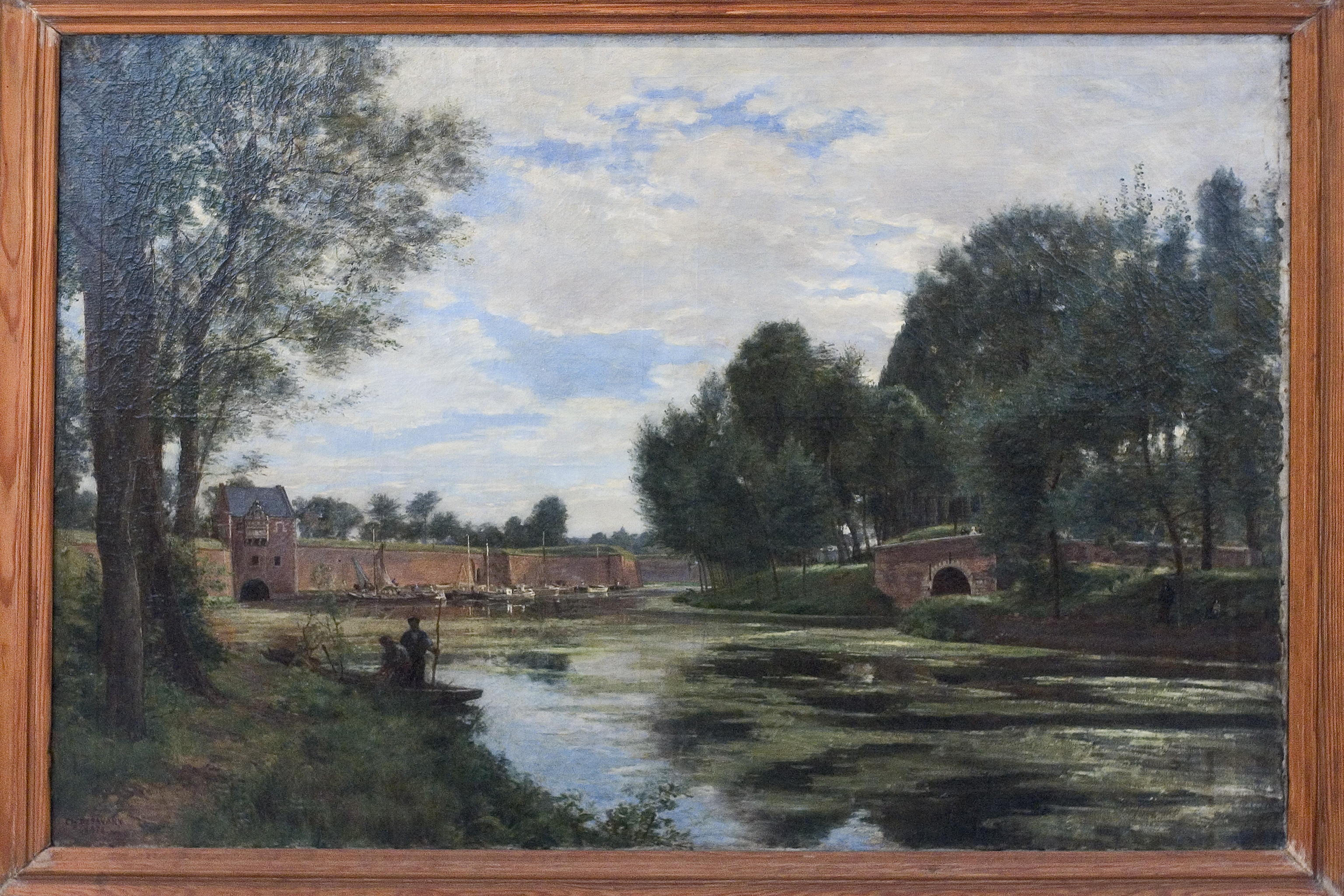
La Porte d'eau et le pont de grès à Arras Charles Desavary.
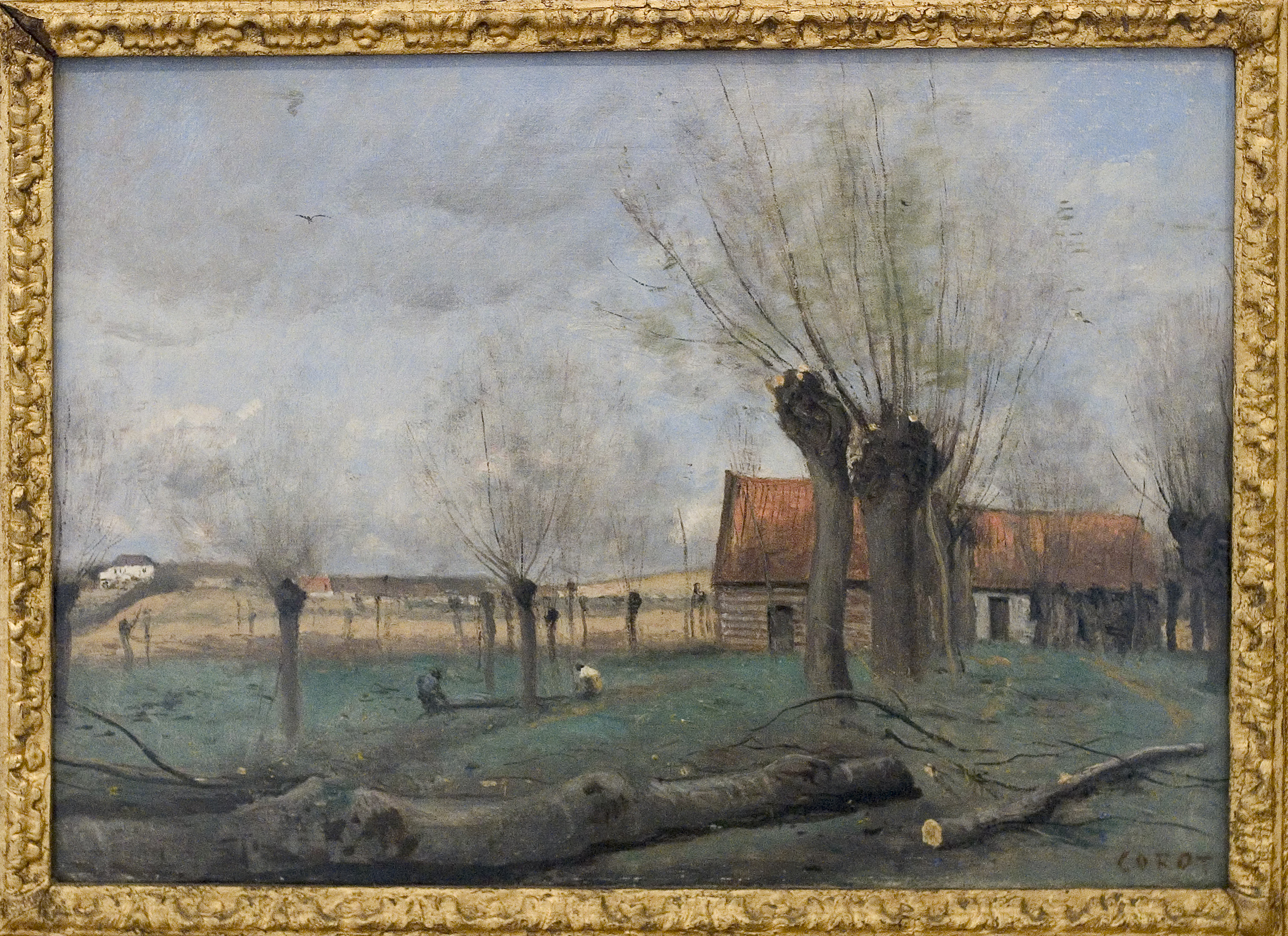
La Saulaie à Sainte Catherine lès Arras Camille Corot.
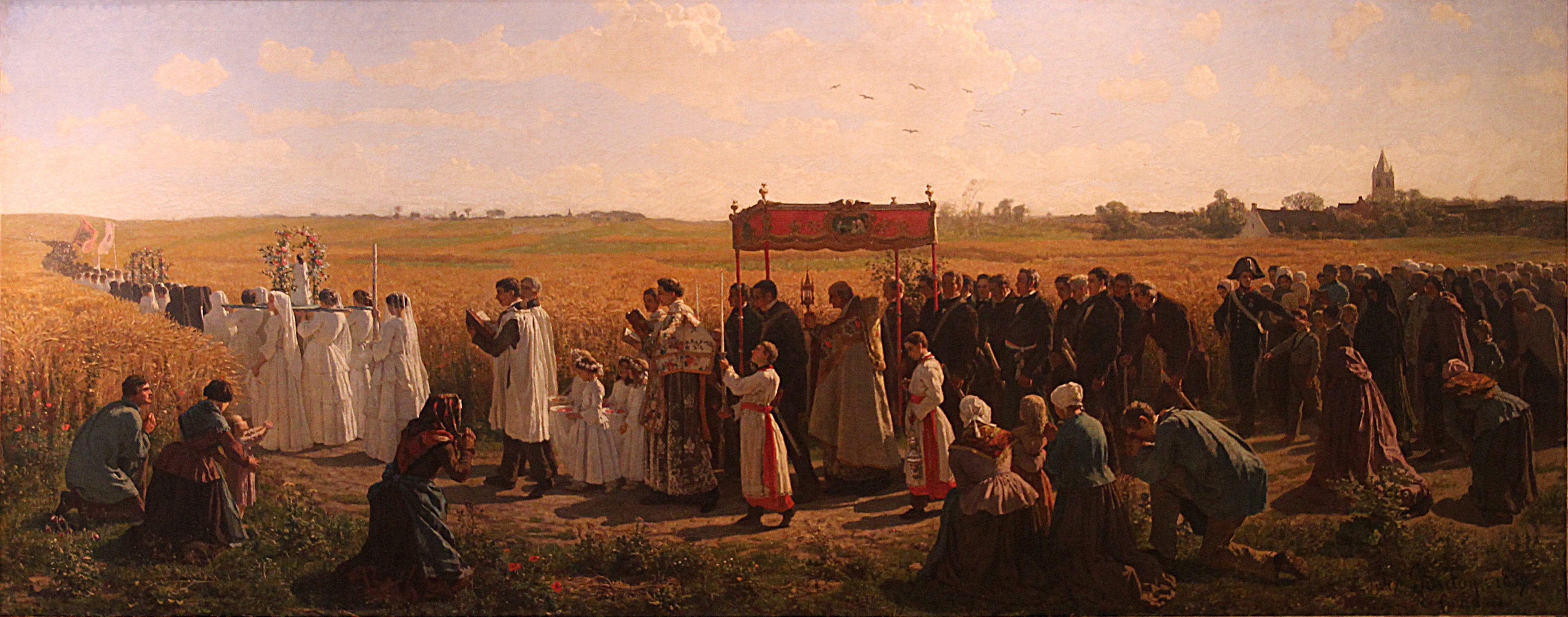
La Bénédiction des blés Jules Breton.

La serie de cuadros de Giovanni Baglione representando Les Neuf Muses fue pintada en 1621-1623, inicialmente para Ferdinand de Gonzaga, duque de Mantua, quien se la ofreció a María de Médici como un favor. Esta serie se encuentra ahora en el Museo de Arrás, con la excepción del cuadro de Melpómene, Musa de la Tragedia, que ya ha desaparecido

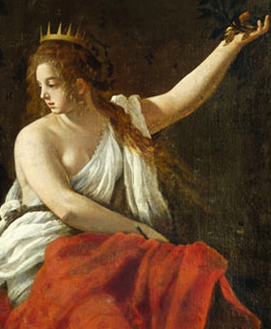
Calíope, musa de la elocuencia.
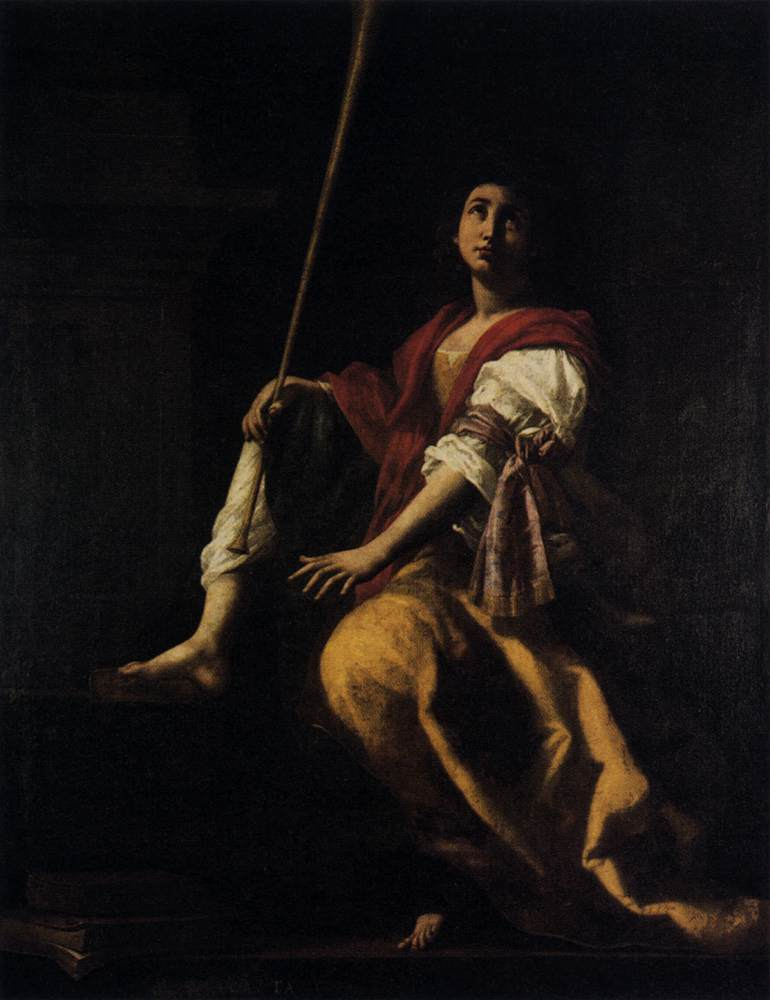
Clío, musa de la Historia.
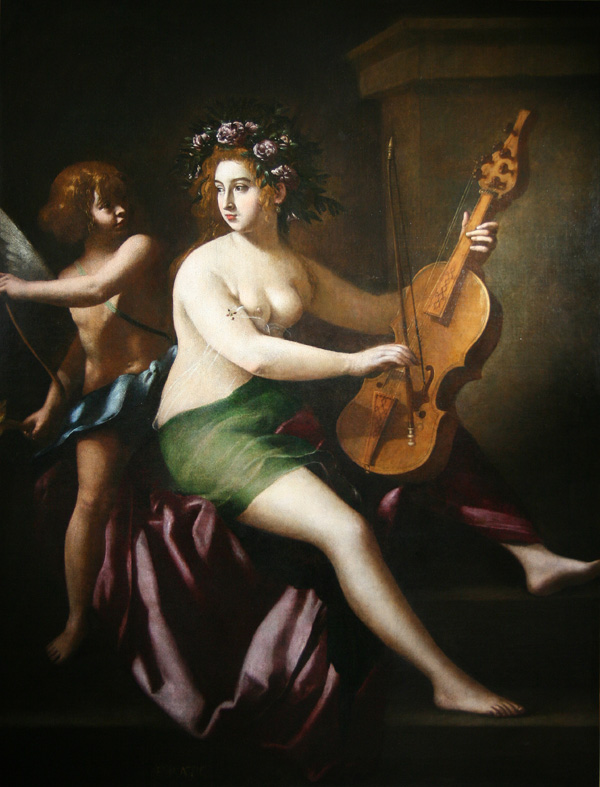
Erato, musa de la elegía.
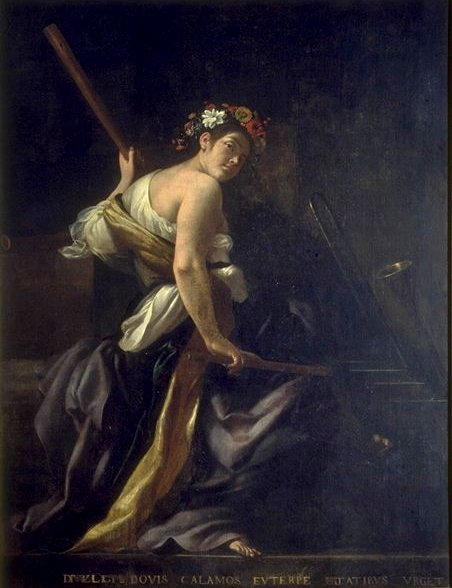
Euterpe, musa de la Música.
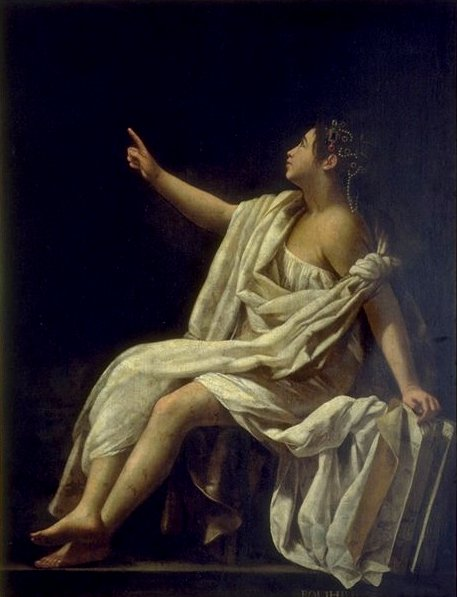
Polimnia, musa de la poesía lírica.
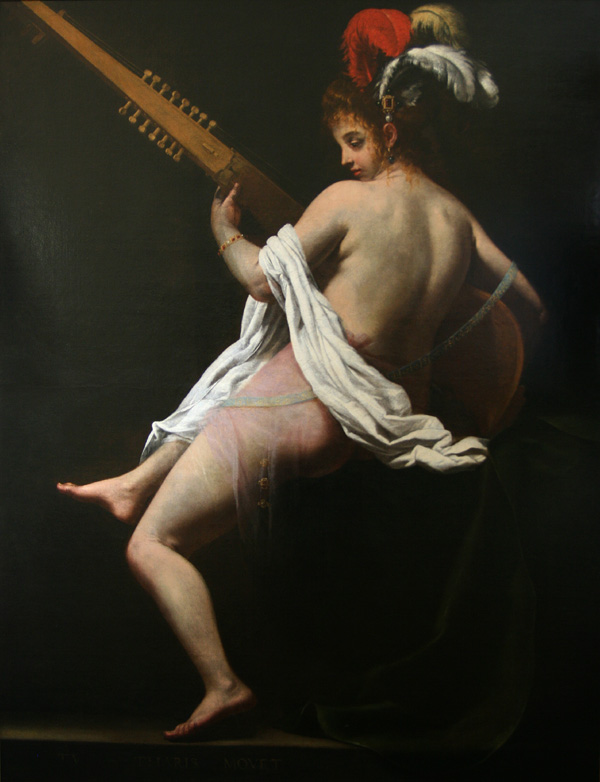
Terpsícore, musa de la danza
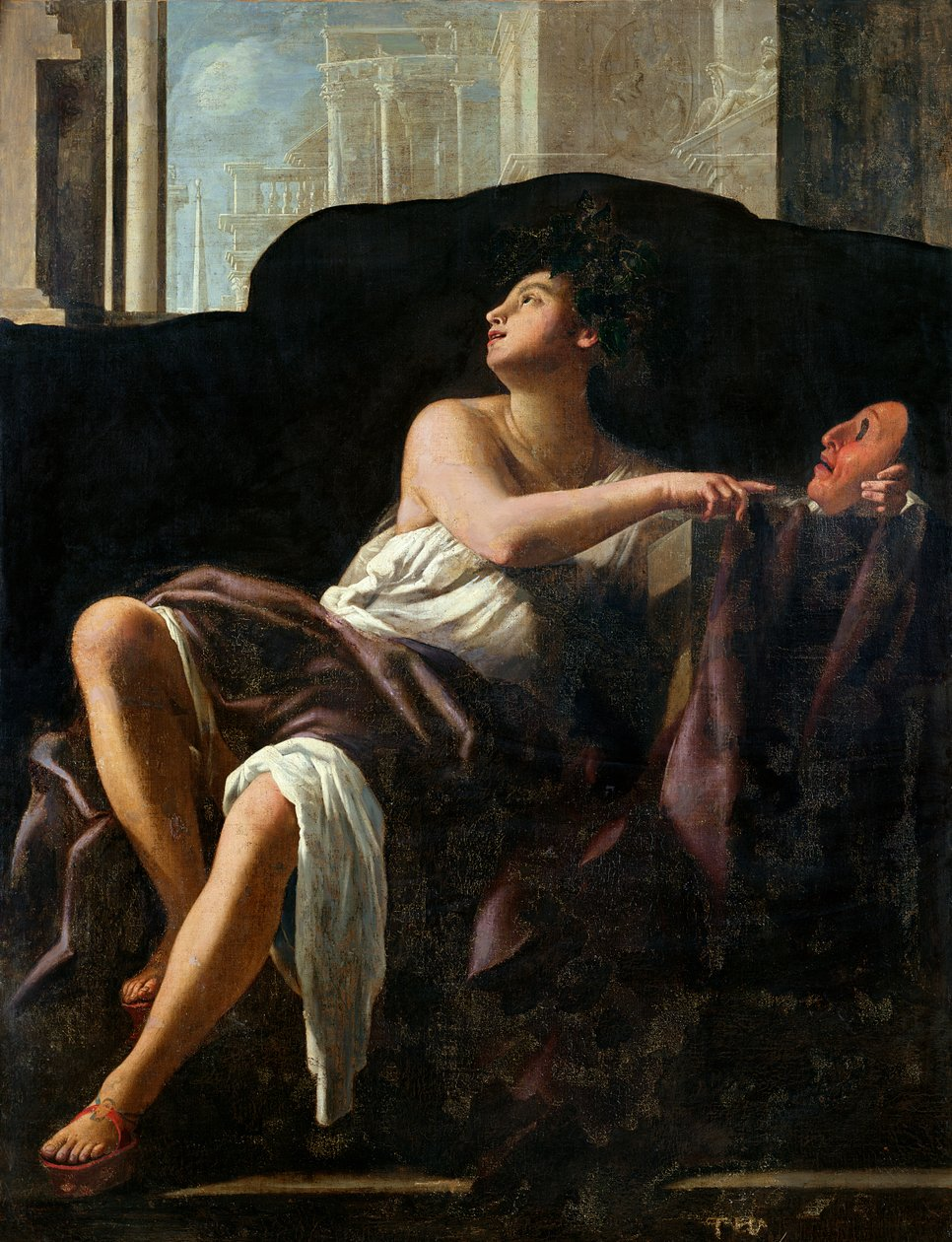
Talía, musa de la comedia.
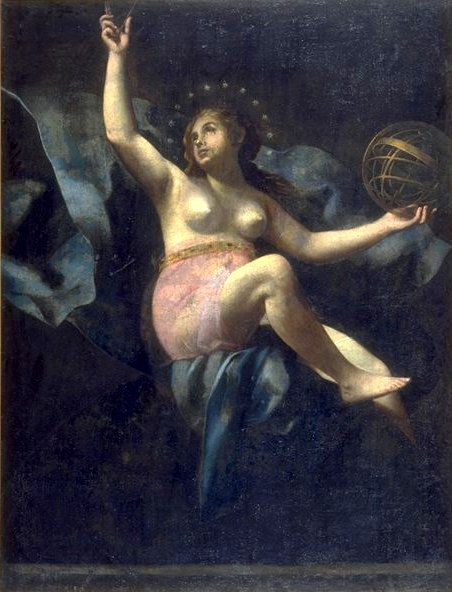
Urania, musa de la astronomia.

### Escultura
(lista no exhaustiva)
- La Famille, de Émile Joseph Nestor Carlier, (1849-1928)
- Enfant courant, Jean-Baptiste d'Huez (1729-1773)

### Objetos de arte
En la colección de objetos de arte es particularmente importante señalar:
- Los anges d'Humbert y los anges de Saudemont, que datan de 1260-1270, tienen 1,30 m de altura; están dorados con oro mate. y brillante para los de Saudemont. Son buenos ejemplos de la calidad de la escultura medieval en el norte de Francia. Han sido clasificados como monumentos históricos desde el 29 de noviembre de 1958. Los originales están en el museo, mientras que las copias se exhiben respectivamente en la iglesia de Humbert  y en una de las capillas de Saudemont.
- Una máscara mortuoria medieval.

- La transición de Guillaume Lefranchois, médico y canónigo de Béthune, data de 1446. Hecha de piedra negra proviene de la iglesia de San Bartolomé de Béthune.

Los ángeles de Humbert, la máscara funeraria y el tránsito
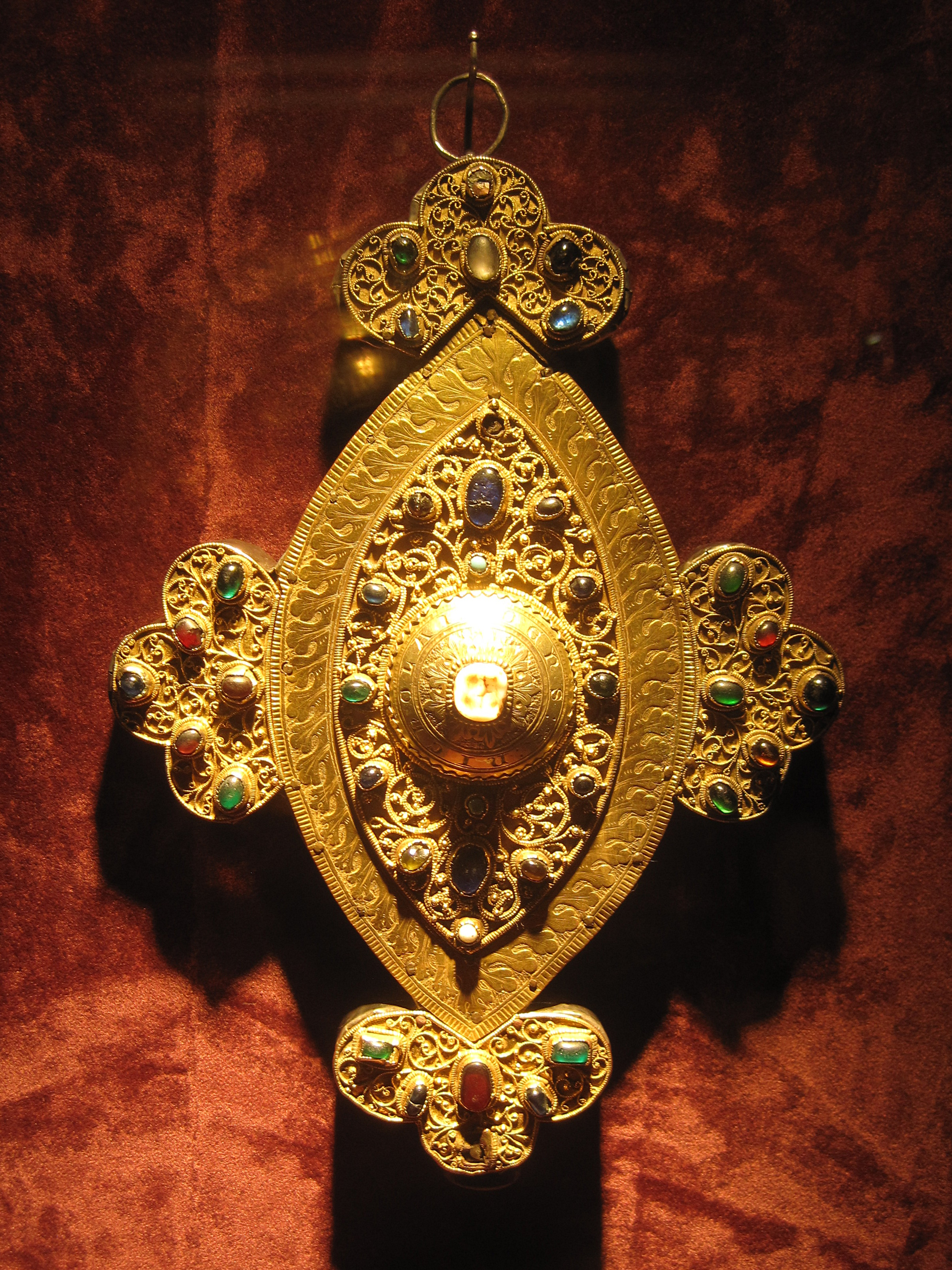
Autor desconocido (siglo 13)
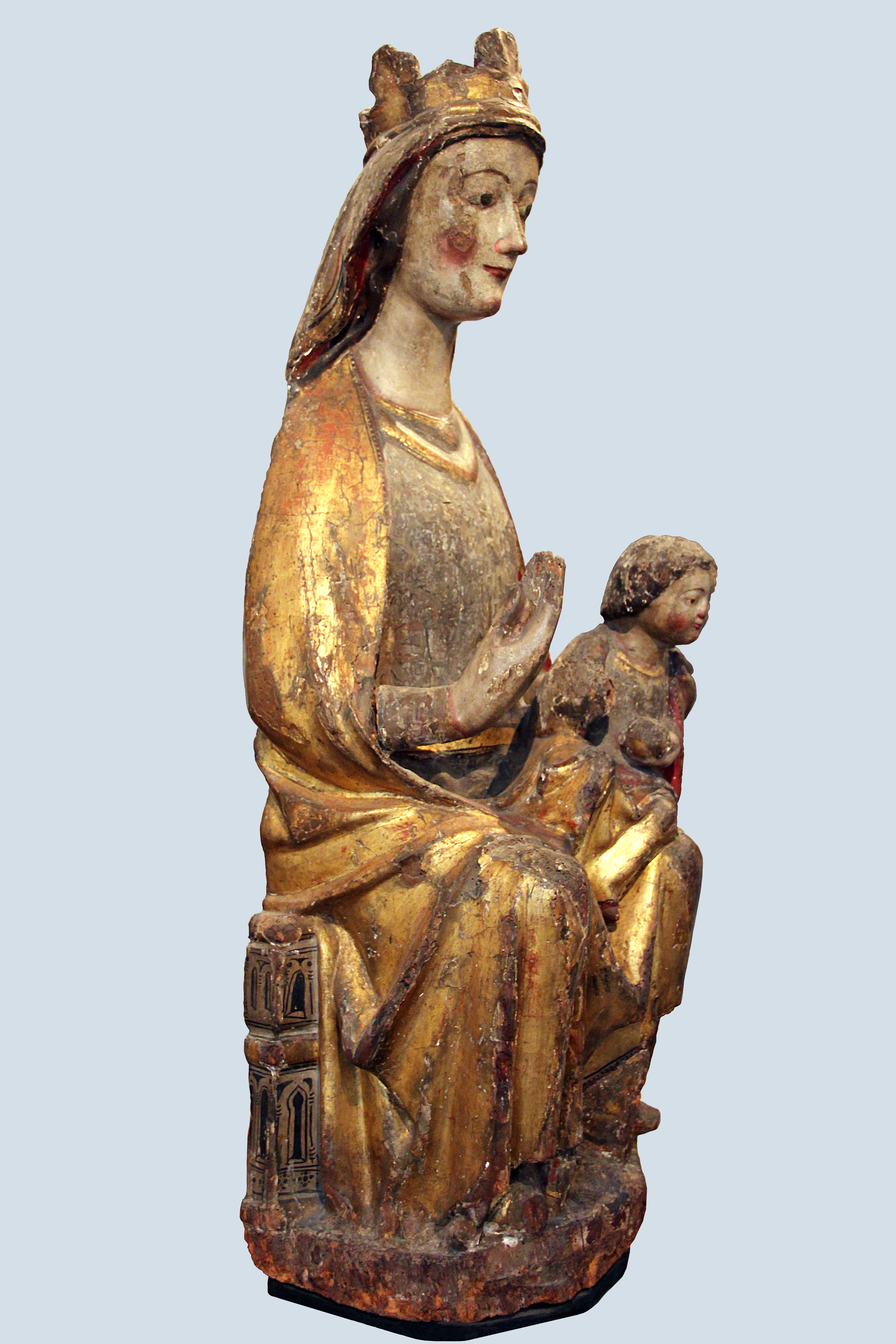
Virgen y el niño - Flandes (siglo 14)
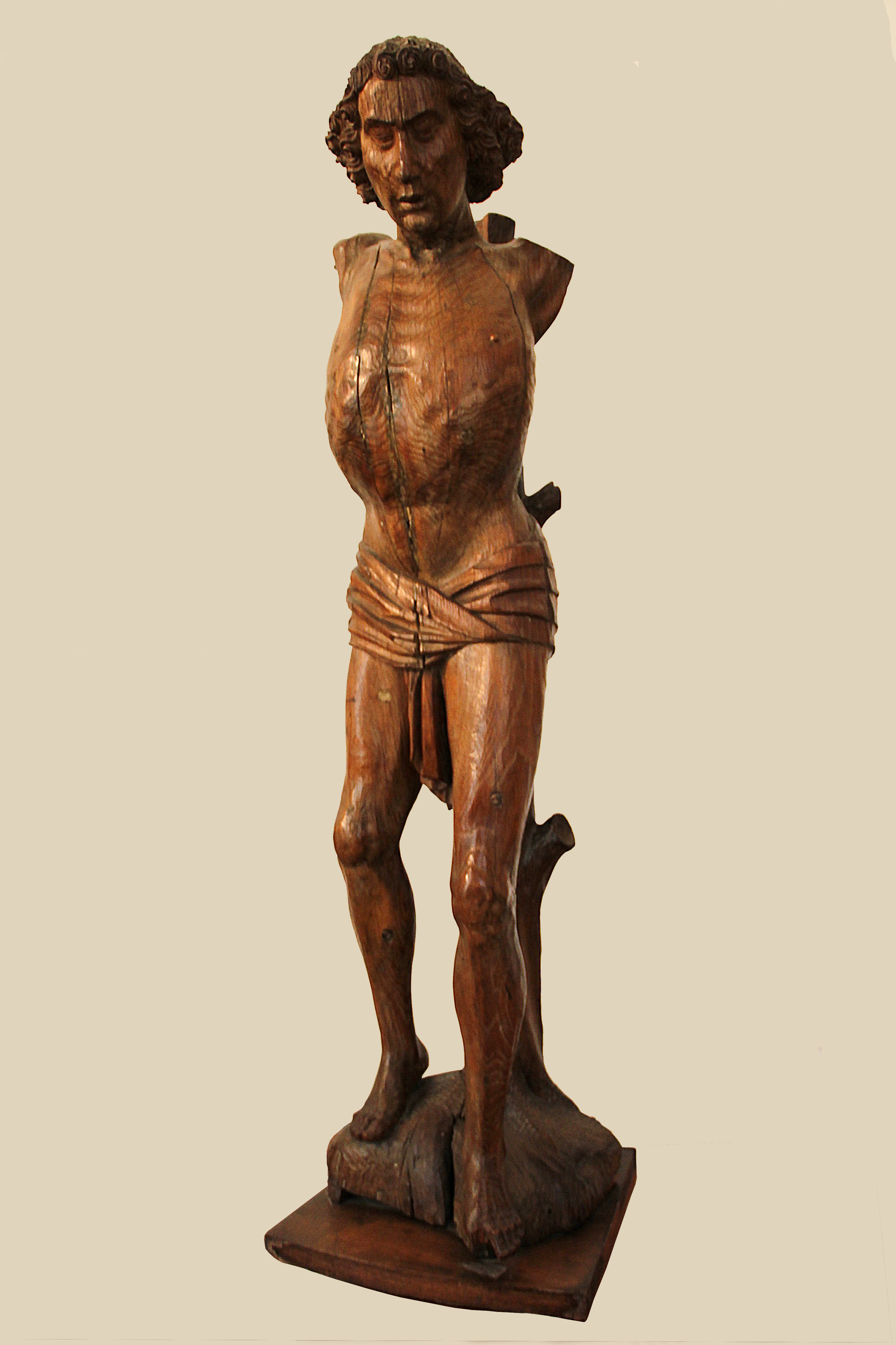
San Sebastián - Países Bajos del Sur o Renania (siglo 15)
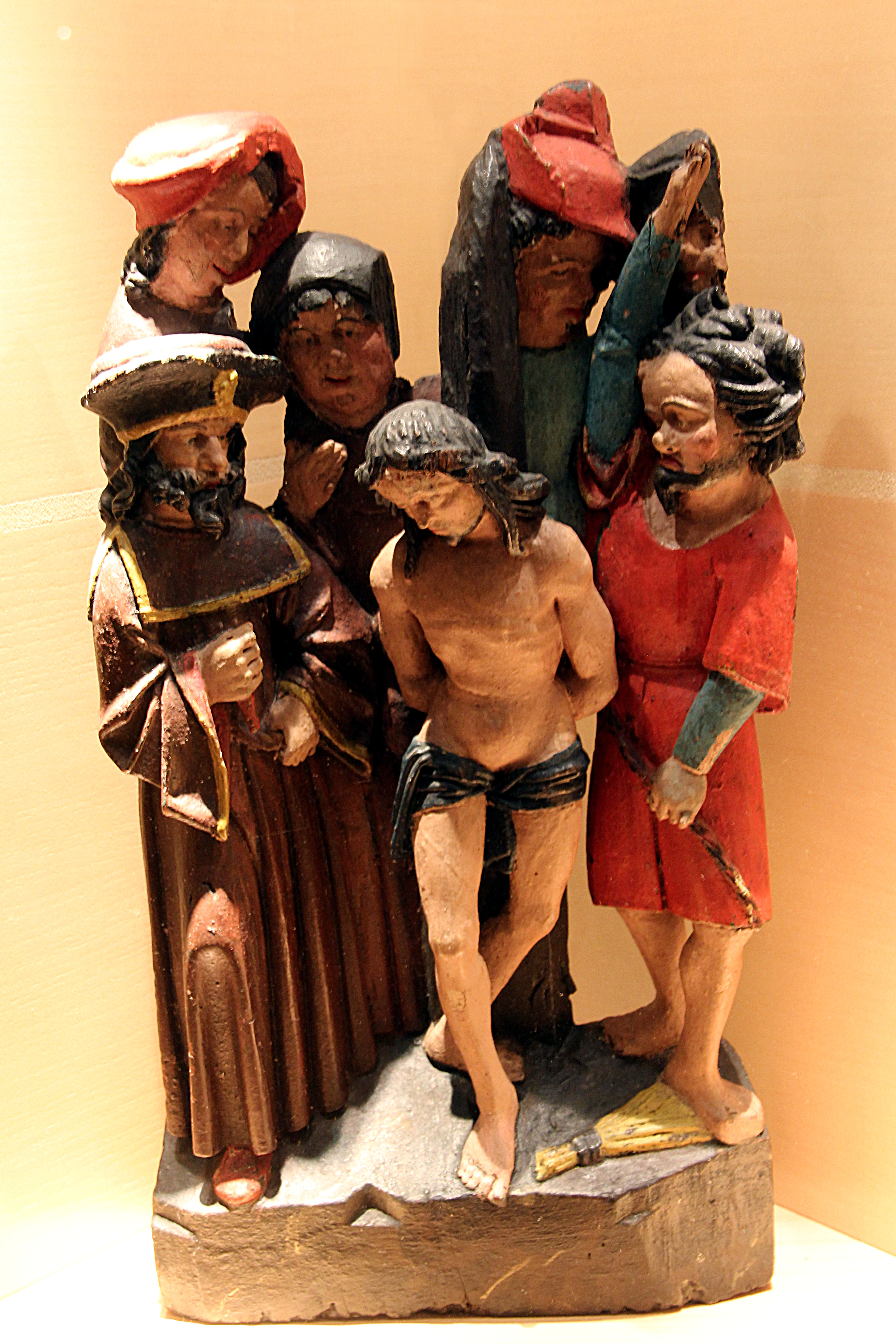
La Flagelación de Cristo - Flandes (siglo 15)
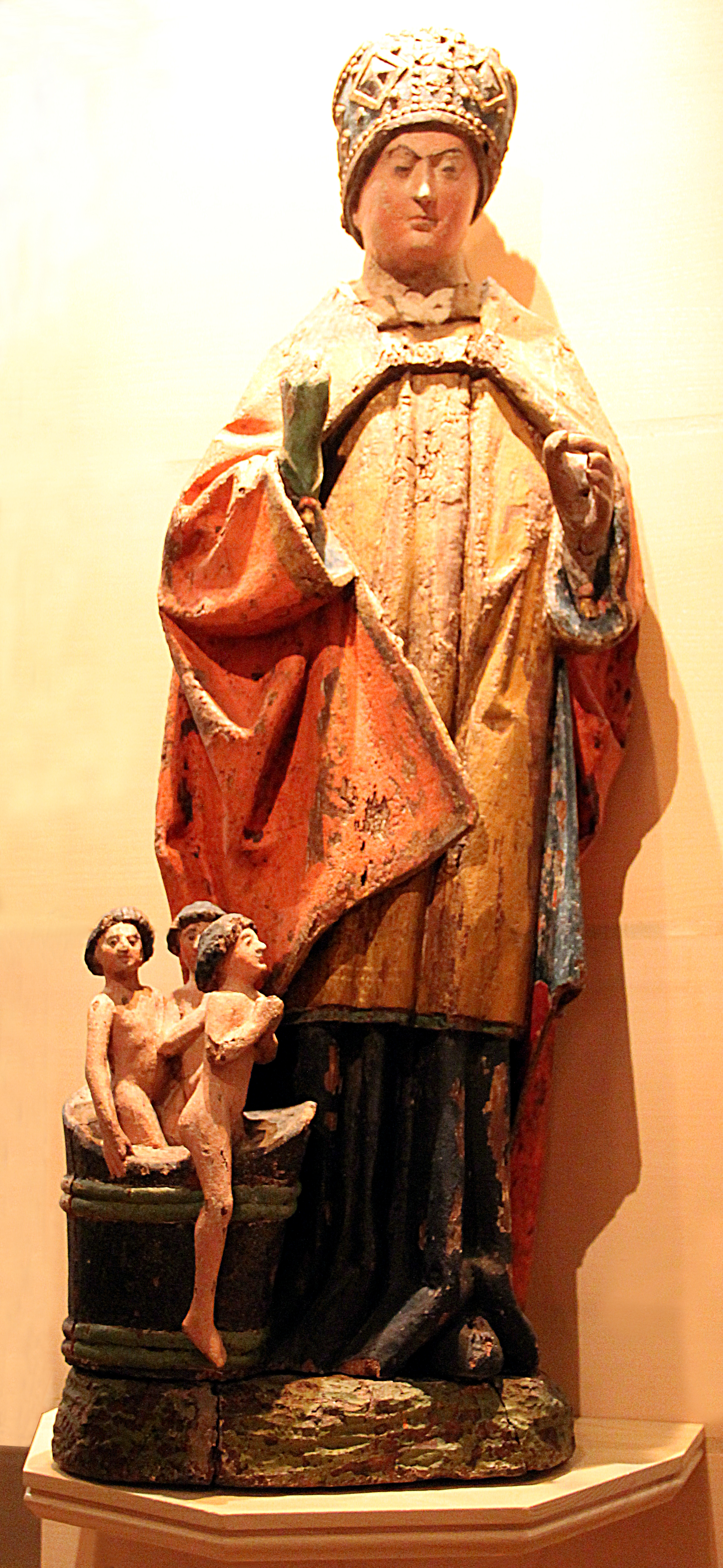
San Nicolás - Autor desconocido (Siglo 16)
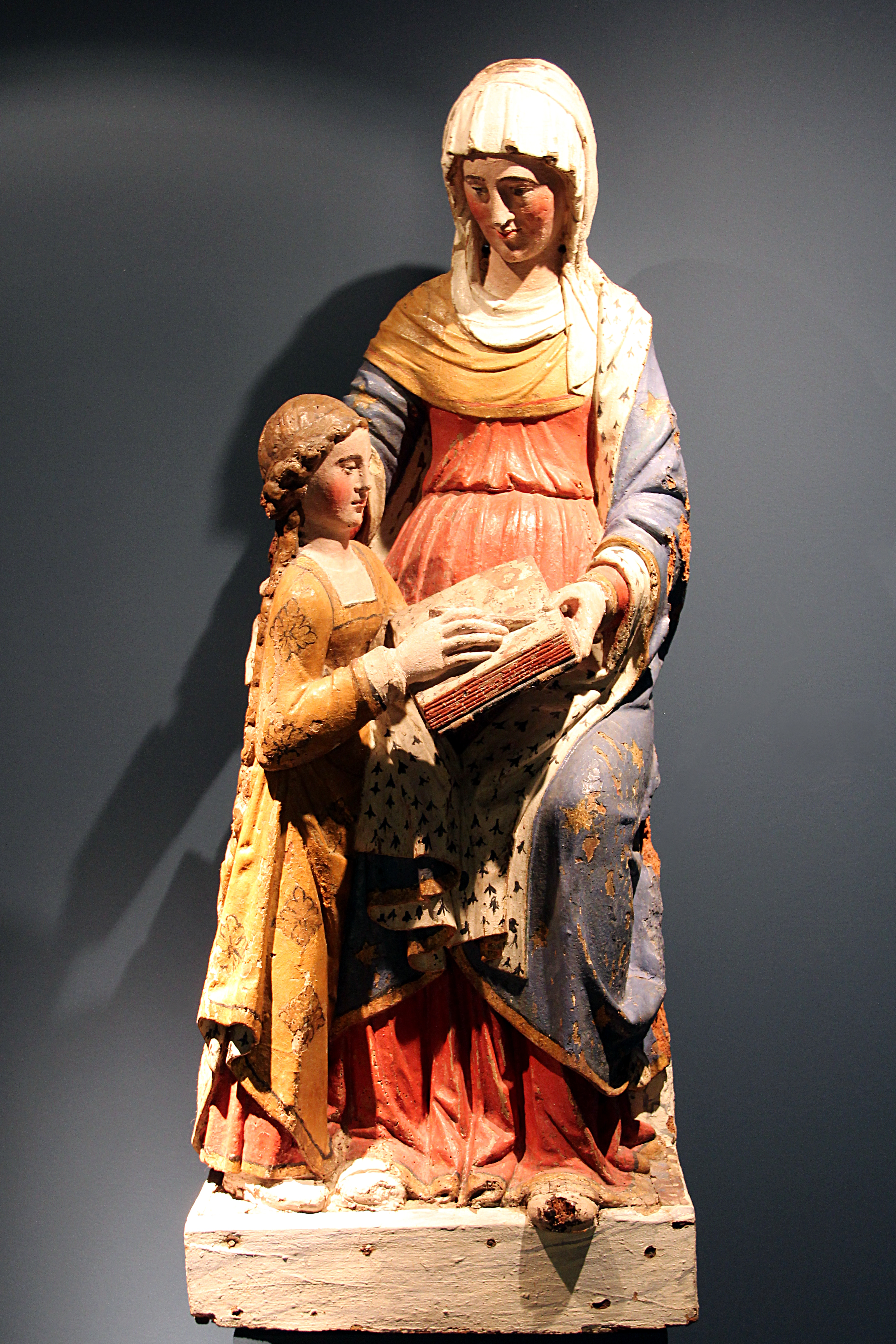
Educación de la virgen - Autor desconocido (Siglo 16)
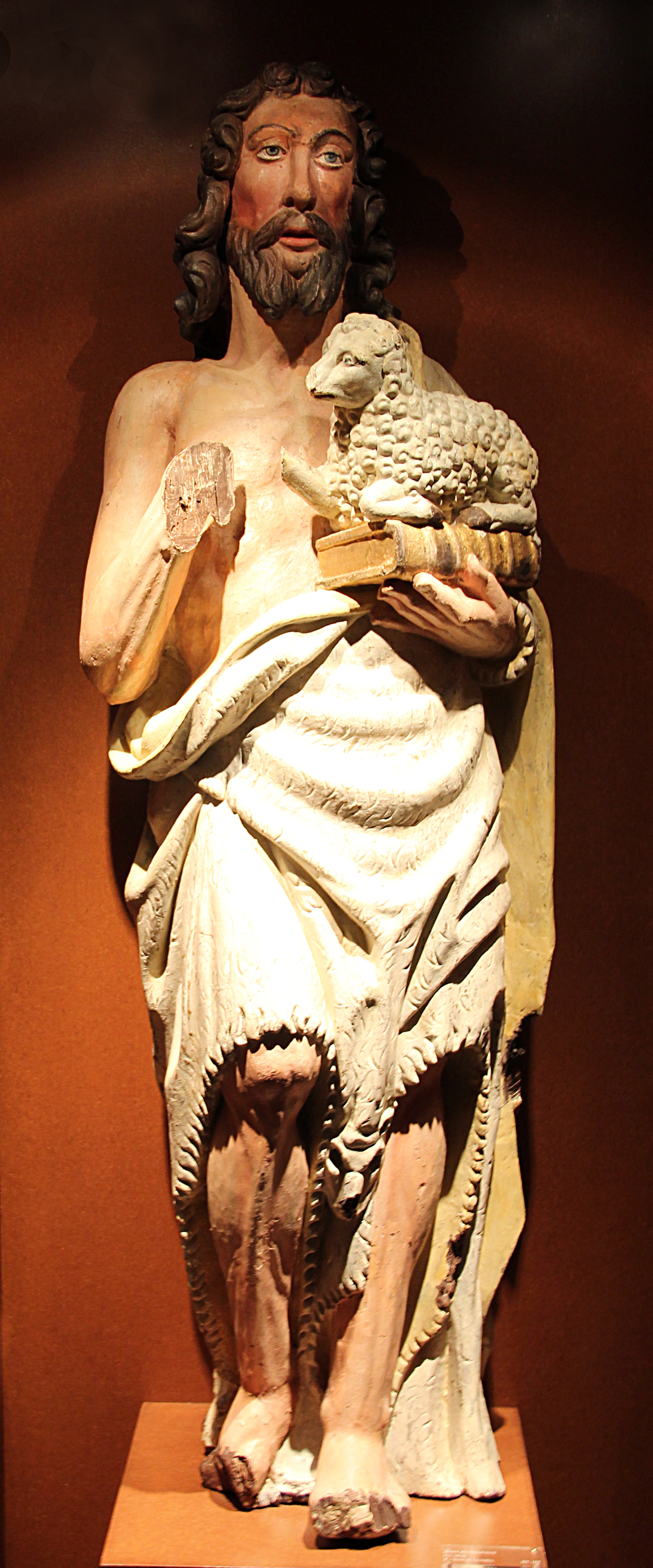
San Juan Bautista - Autor desconocido (Siglo 16)
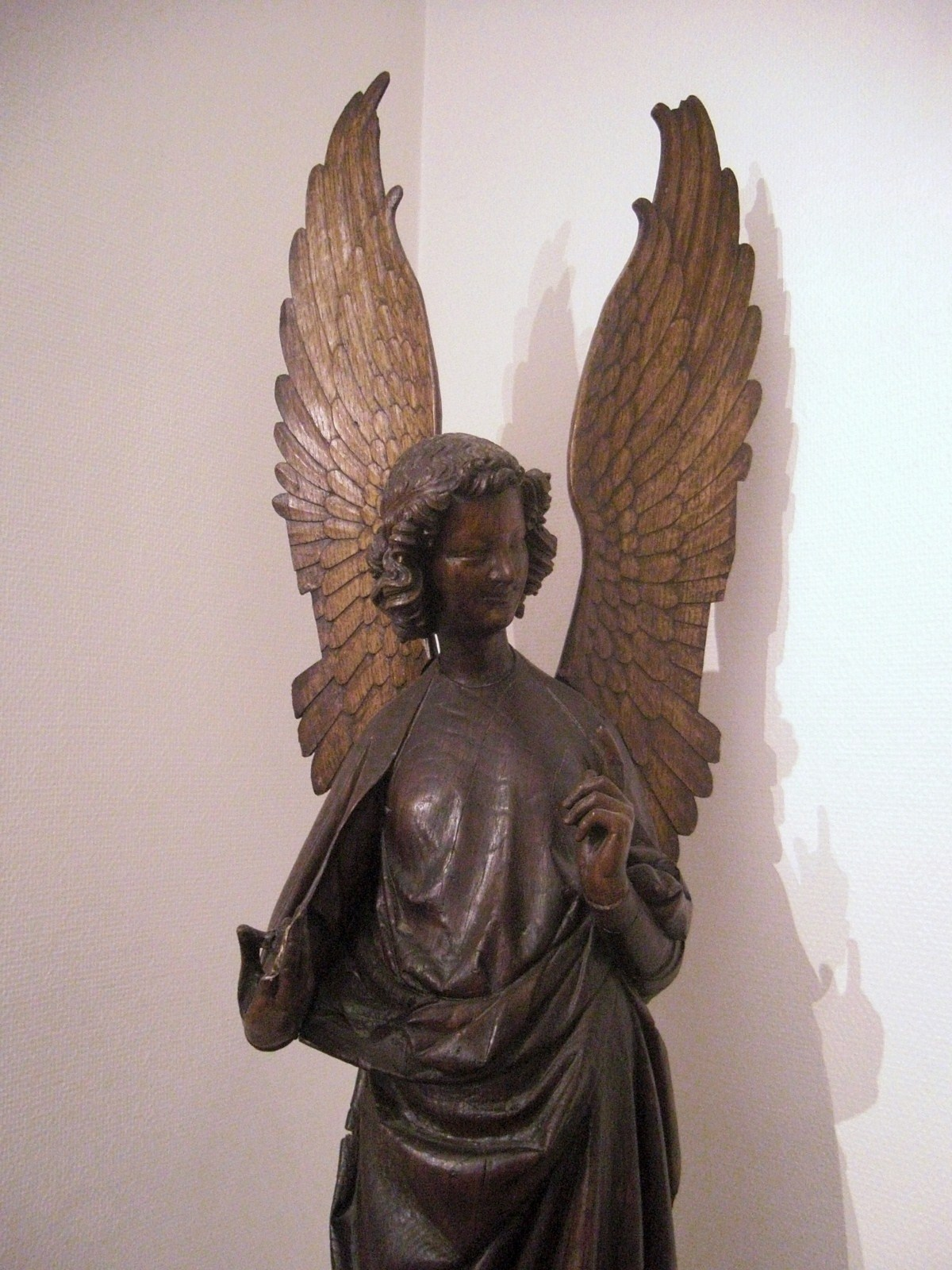
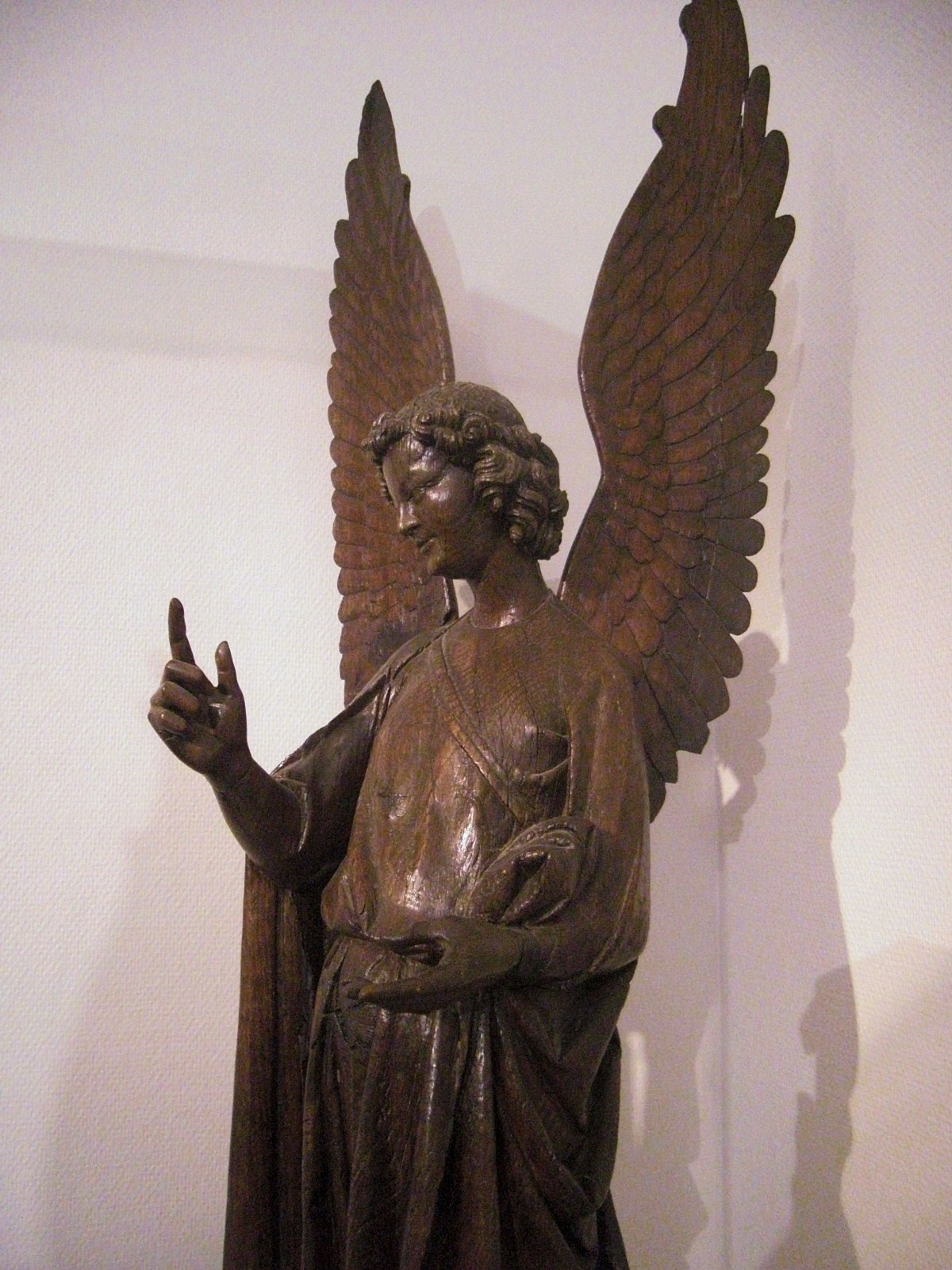
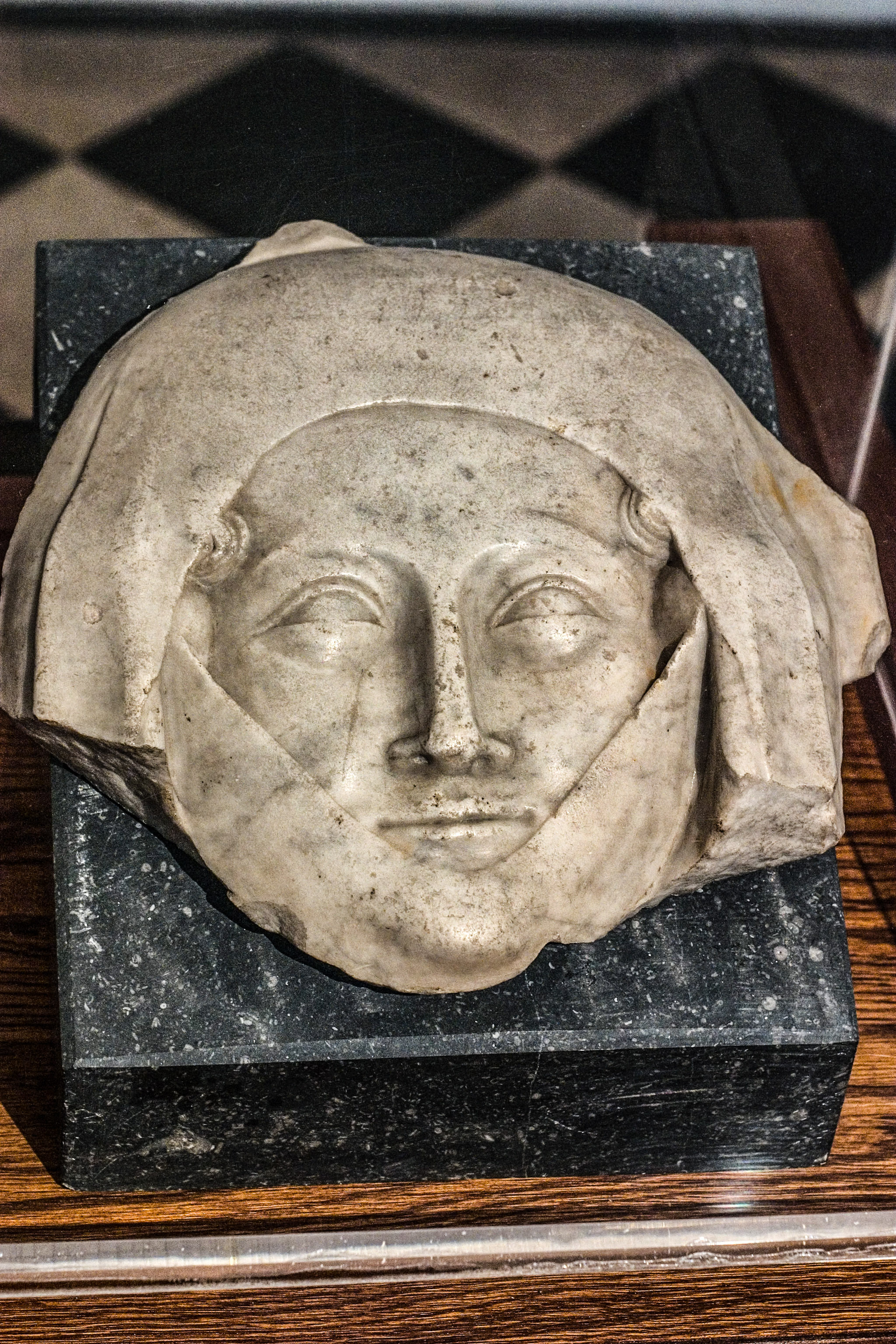
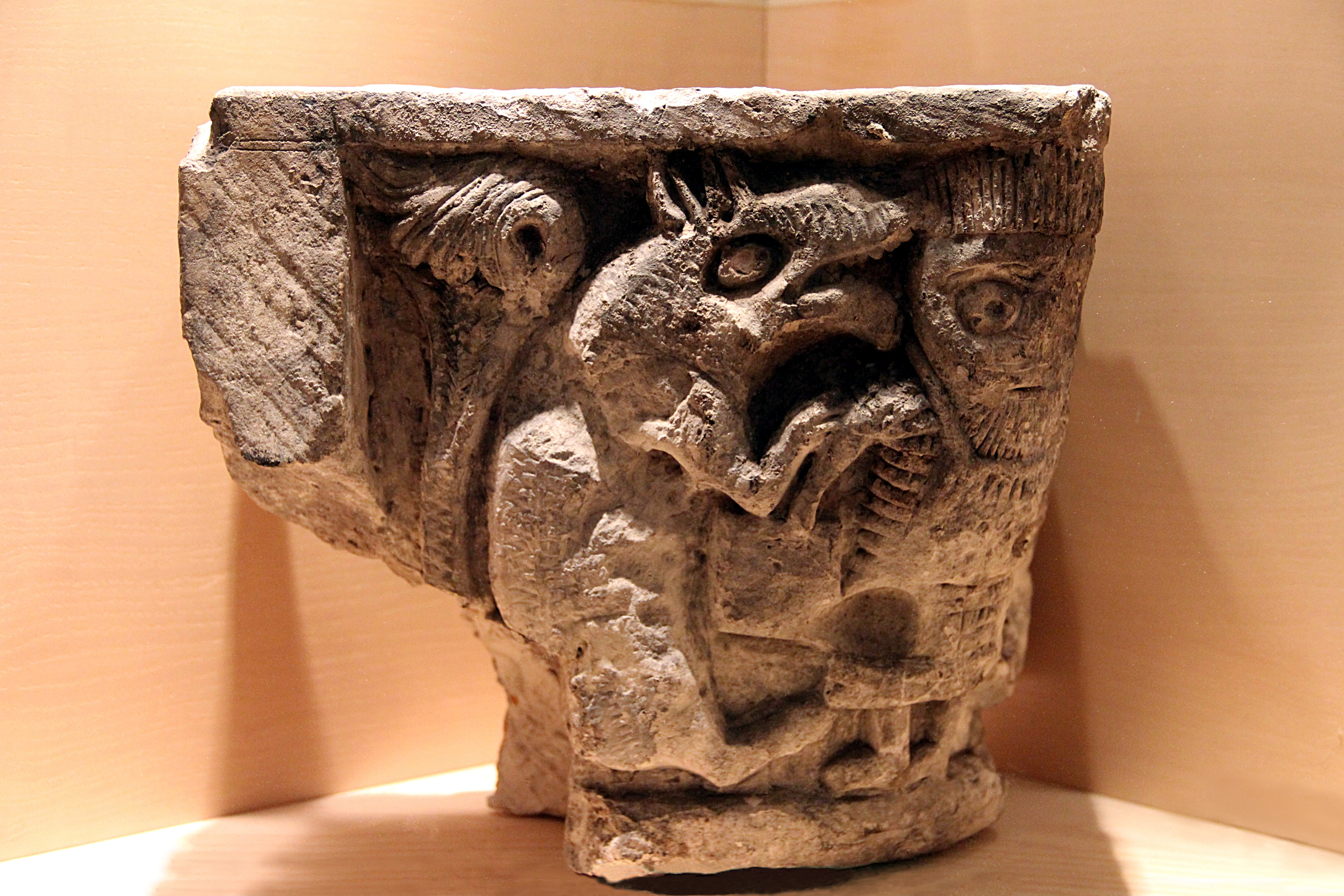
Fragmento de una capital que representa "Avaricia" (siglo 13)
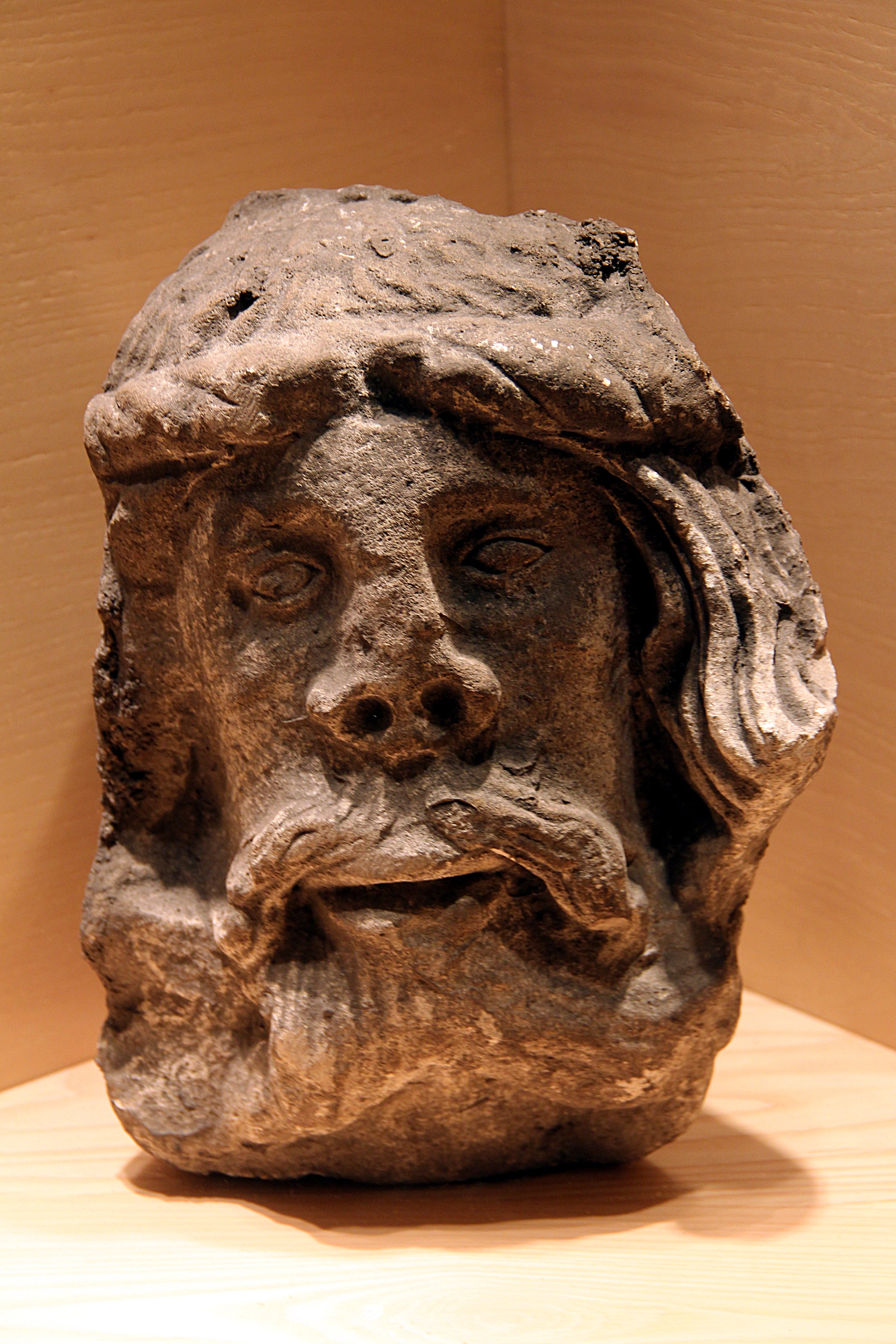
Cabeza de Cristo, fragmento de una escultura de piedra (siglo 13)
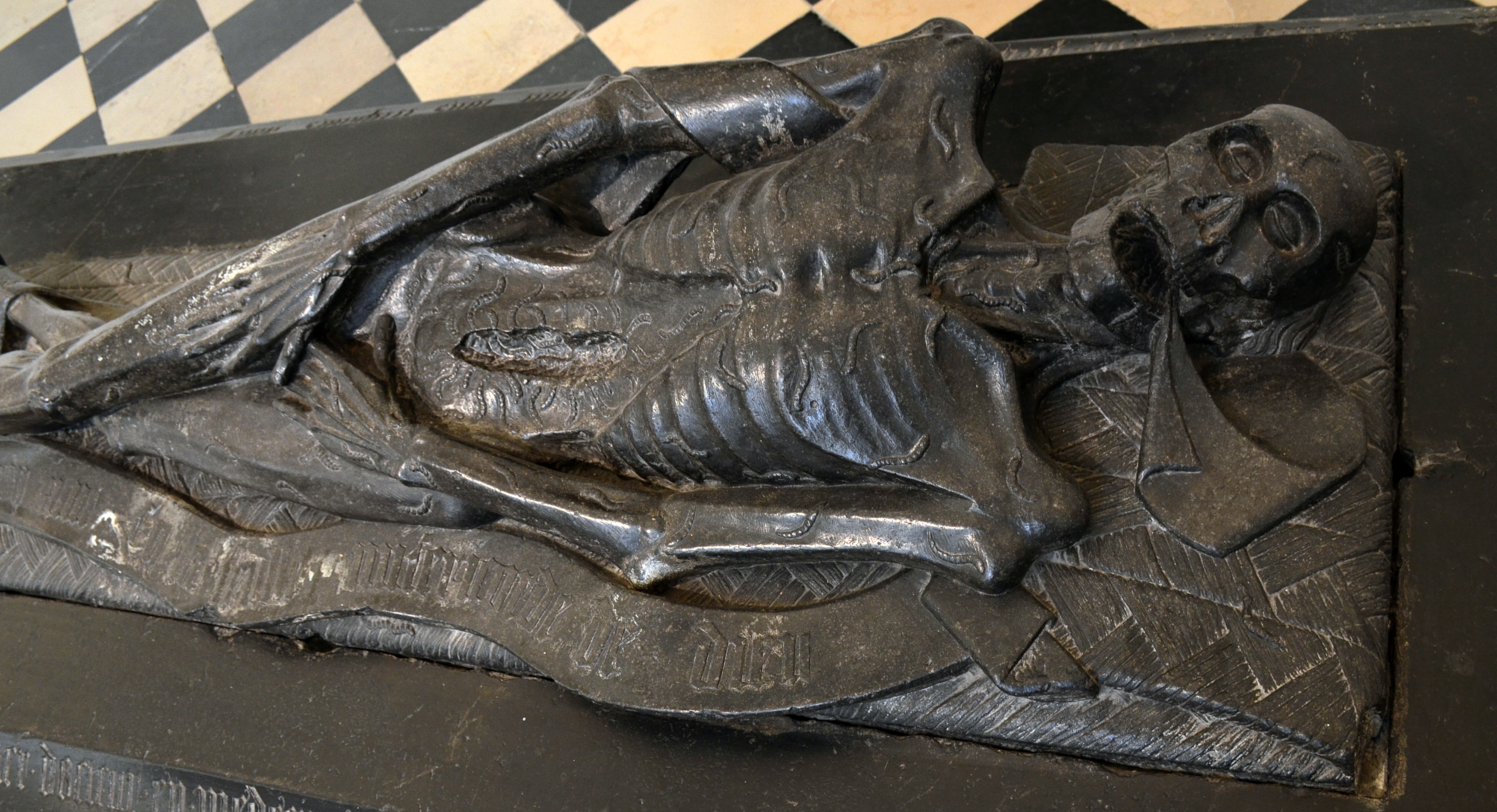
Tránsito de Guillaume Lefranchois.
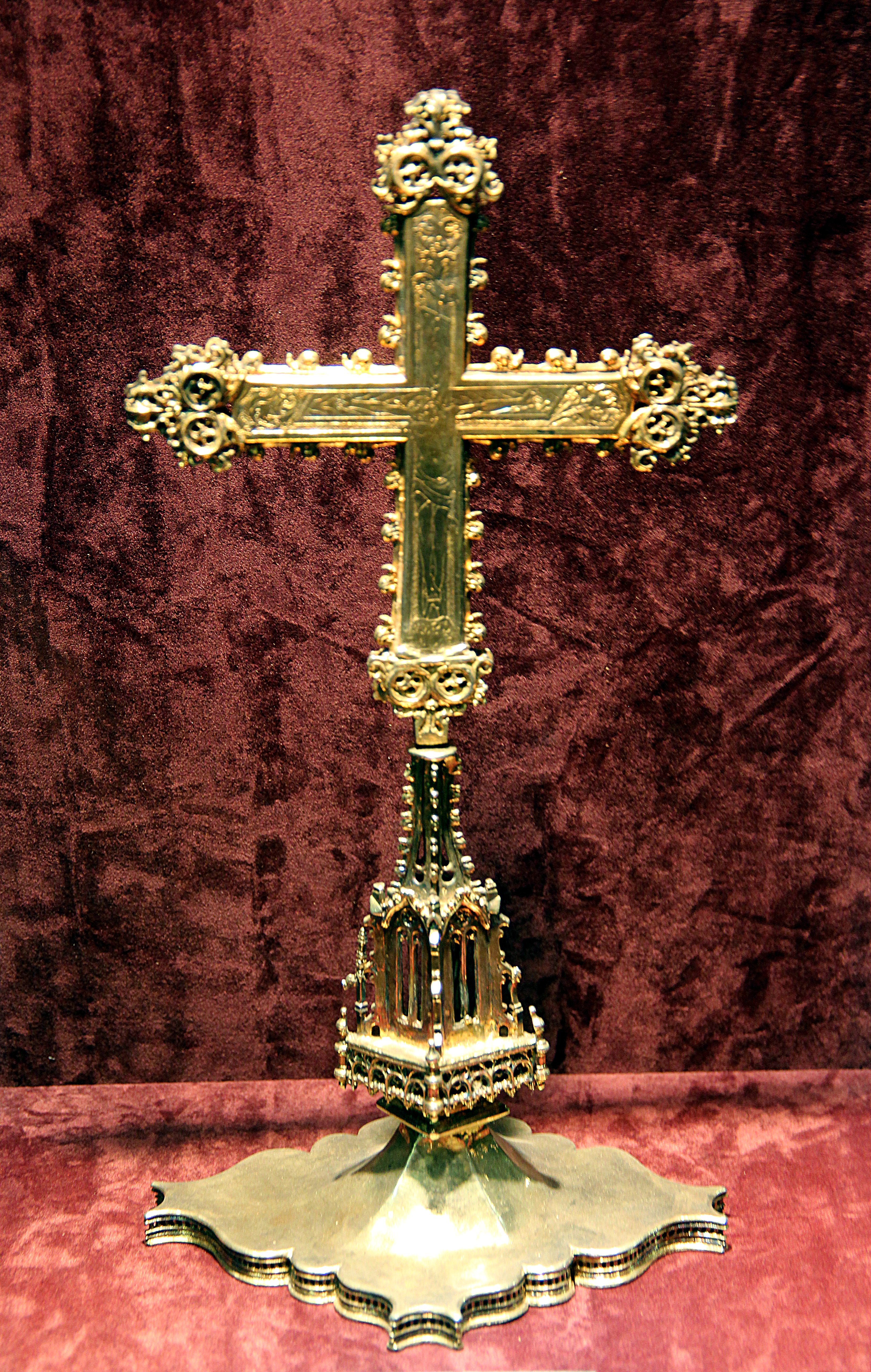
Relicario cruzado - Autor desconocido (19 siglo)
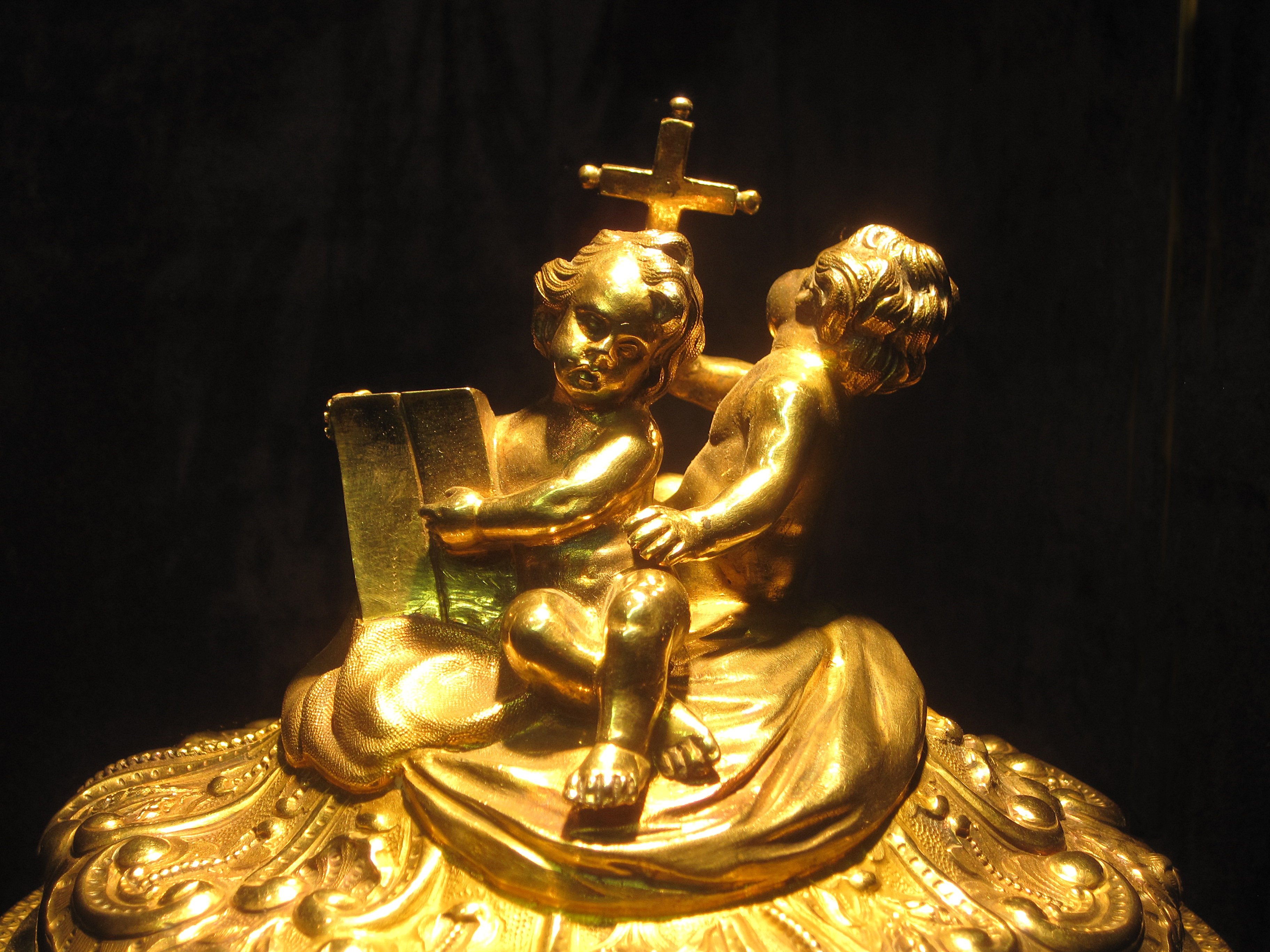
Cubierta de copón - Orfèvre Favier en Paris (1871)

## Cooperación
En el marco de una cooperación de 10 años entre el Establecimiento Público del Palacio de Versalles, el Consejo Regional de Nord-Pas de Calais y la Ciudad de Arras, el 27 de septiembre de 2014 se presentará la exposición  « Le Château de Versailles en 100 chefs-d’œuvre : Arras vous fait la cour ». La operación, que estaba prevista hasta el 20 de marzo de 2016, permitió reconstruir parte de la Corte del Rey Sol.